# Albert Edelfelt
Albert Edelfelt né le 21 juillet 1854 à Porvoo où il est mort le 18 août 1905 est un peintre finlandais.
Il est l'un des premiers artistes finlandais à étudier à Paris, où il entre dans l'atelier de Jean-Léon Gérôme en 1874. Sous l'influence de son maître, il est d'abord peintre d'histoire, avant de se tourner vers le naturalisme à partir de 1880. Il obtient très vite un grand succès au Salon pour ses scènes populaires finlandaises, puis pour ses portraits. Sa carrière atteint son apogée avec le Portrait de Louis Pasteur, exposé en 1886, qui lui assure une notoriété internationale. Il retourne s'installer en Finlande en 1891, et la fin de sa carrière est marquée par des œuvres patriotiques.
Influencé par Jules Bastien-Lepage et, dans une certaine mesure, par l'impressionnisme, son style mêlant naturalisme et modernité assure son succès. Il est proche de Pascal Dagnan-Bouveret, John Singer Sargent et Henri Gervex.
Son influence sur les artistes finlandais est importante : à la suite de son succès, Paris devient le nouveau centre artistique pour ses compatriotes, tels Akseli Gallen-Kallela, Magnus Enckell, Helene Schjerfbeck, et il permet à son pays d'avoir un pavillon indépendant de celui de la Russie à l'Exposition universelle de 1900.

## Biographie

### Jeunesse et études

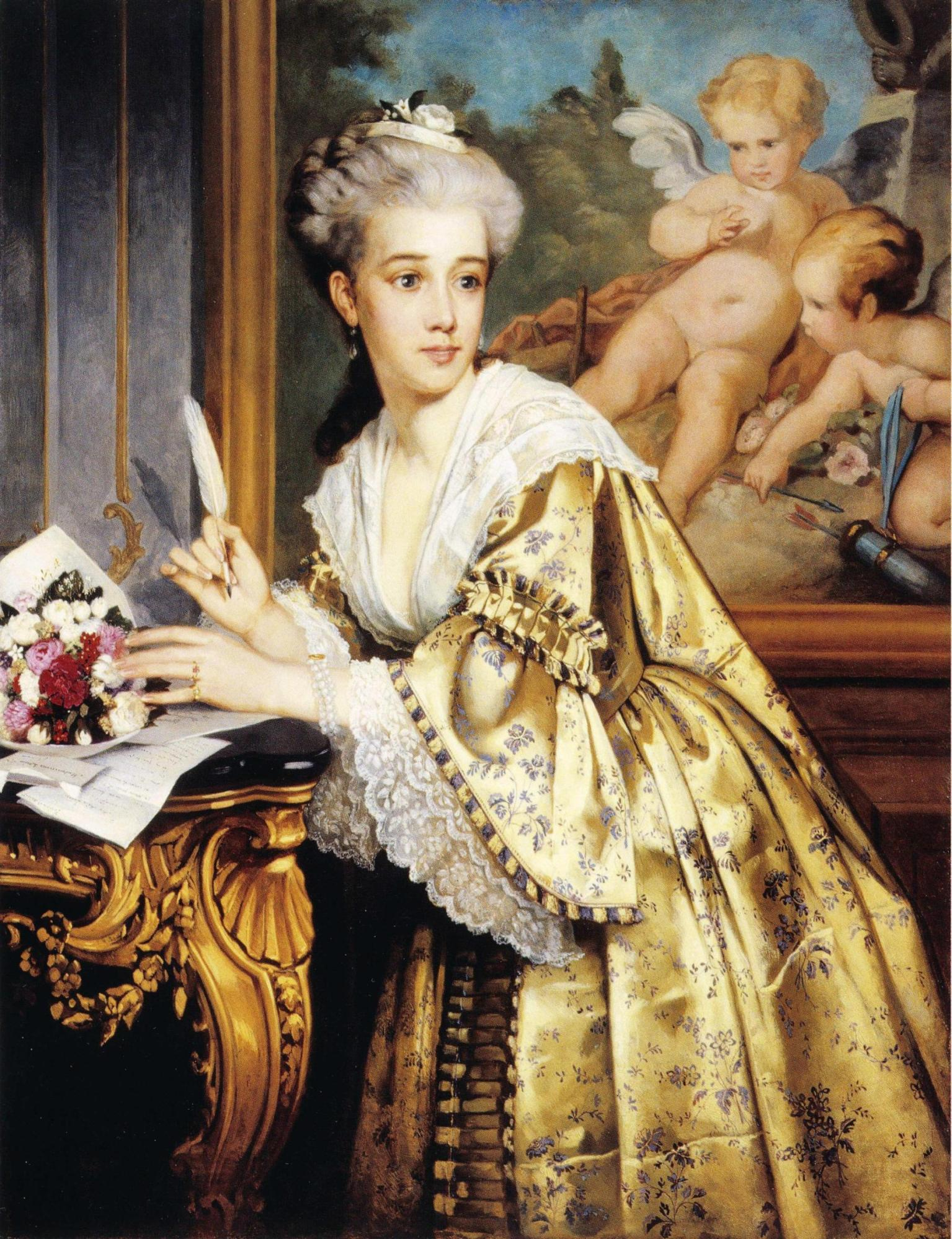
Le Billet doux, 1874, localisation inconnue.

Albert Edelfelt est le premier enfant d'une famille suédo-finlandaise. Son père Carl Albert, architecte issu de la noblesse suédoise, vit en Finlande depuis l'âge de 14 ans et sa mère, Alexandra Brandt, est la fille d'un marchand aisé de Porvoo. Il naît en 1854 au manoir de Kiiala, propriété de sa mère sur la commune de Porvoo. Il hérite de ses parents un goût prononcé pour les arts, et sa mère l'initie tôt à la poésie de Johan Ludvig Runeberg. Son père meurt en 1869, laissant sa famille dans une situation financière compliquée ; mais sa mère parvient à lui donner une bonne éducation ainsi qu'à ses trois sœurs. Son intérêt pour le dessin attire rapidement l'attention et il commence à suivre des leçons à l'Association des arts de Finlande en 1869, avec le sculpteur Carl Eneas Sjöstrand, puis en 1870 il prend des cours privés avec Bernhard Reinhold (de), un portraitiste allemand temporairement installé en Finlande.
Entré à l'université au printemps 1871 pour étudier le latin, le grec et l'histoire, il arrête rapidement et suit les cours de dessins d'Adolf von Becker et de Berndt Lindholm. Il se fait remarquer à l'exposition annuelle de l'Association des arts de Finlande en 1872 et, grâce à une bourse de l'État, va étudier à l'Académie royale des beaux-arts d'Anvers en octobre 1873, où il gagne un prix au bout de cinq mois.
Peu de temps après, en mai 1874, il est admis à l'École des beaux-arts de Paris dans l'atelier de Jean-Léon Gérôme. Il est, avec Gunnar Berndtson, un des premiers artistes finlandais à venir étudier à Paris dans les années 1870. Il s'y lie d'amitié avec d'autres jeunes artistes, notamment Jules Bastien-Lepage, Pascal Dagnan-Bouveret, Henri Gervex et John Singer Sargent. Sa première œuvre importante produite à Paris, Le Billet doux, lui fait remporter le prix Ducat de l'Association des arts de Finlande. Il voyage à Rome avec le marchand d'art Victor Hoving en 1876, puis reprend ses études dans l'atelier de Gérôme jusqu'en 1878.

### Peinture d'histoire et orientalisme (1877-1880)
Ses premières œuvres sont principalement des peintures d'histoire. Blanche de Namur, inspirée du conte Neuf pièces d'argent de Zacharias Topelius, est exposée au Salon de 1877 et y reçoit un franc succès. L'intimité entre les deux personnages est inhabituelle pour la peinture d'histoire française de l'époque et le tableau est reproduit par plusieurs éditeurs. L'année suivante, après un été passé en Finlande en compagnie d'Adolf von Becker, il peint Le Duc Karl insultant le corps de Klas Fleming, une composition dramatique qui rappelle Le Pape Formose et Étienne VI de Jean-Paul Laurens. Le tableau est peint sur les conseils de Gérôme, après une étude précise des costumes d'époque, comme pour Blanche de Namur. Il s'intéresse peu aux grands thèmes bibliques et mythologiques et son réalisme le rapproche d'Ernest Meissonier. Enfin, en 1879, Edelfelt peint Le Village incendié, qui représente un épisode d'une révolte paysanne ayant eu lieu en 1596. Au Salon, il reçoit un succès encore plus grand que les deux tableaux précédents. Son intérêt pour le plein air apparaît déjà, puisqu'il avait prévu de composer la toile d'après des paysages peints sur le motif en 1878, mais est resté insatisfait du résultat et s'est résolu à composer en atelier.
Entre 1878 et 1883, Edelfelt peint plusieurs tableaux typiques de l'orientalisme, dont Gérôme est un grand représentant. En 1878, il fait poser sa modèle Antonia Bonjean pour La Señorita, qui reprend l'archétype des femmes espagnoles véhiculé par les orientalistes. Influencé par le Voyage en Espagne de Théophile Gautier, il finit par visiter le pays d'avril à mai 1881 : Madrid, l'Alhambra, Séville, Cordoue et Tolède. Il est principalement marqué par l'Andalousie et rapporte de son voyage plusieurs toiles représentant de jeunes danseuses gitanes.

### Succès à Paris (1880-1891)

#### Réalisme et plein air
À la fin des années 1870, le genre historique est en déclin, et Edelfelt se tourne à partir de 1878 vers le plein air et le réalisme de Jules Bastien-Lepage. Au printemps 1879, dans une résidence d'été de sa mère à Haikko, il compose Convoi funéraire d'un enfant. Le tableau reçoit une médaille de troisième classe au Salon de 1880,, faisant d'Edelfelt le premier Finlandais à recevoir une telle récompense. Cette toile composée en plein air marque un tournant dans sa production et le fait connaître plus largement. Elle reçoit les louanges de la critique, et notamment de Jean-Baptiste Pasteur, par l'intermédiaire duquel Edelfelt rencontre Louis Pasteur en 1881. Son succès va grandissant : l'année suivante, il gagne une médaille de deuxième classe pour son Service divin au bord de la mer, qui est acheté par l'État français pour le musée du Luxembourg,, une première pour une œuvre finlandaise. La toile, influencée par les nouvelles tendances françaises, apparaît révolutionnaire pour le public finlandais habitué à l'École de Düsseldorf, et Edelfelt participe à la diffusion du style de Bastien-Lepage,.
Bien qu'Edelfelt juge très négativement l'impressionnisme dans un article au journal Finsk Tidskrift en 1877, les influences de ce mouvement ne sont pas complètement absentes de son travail, particulièrement dans son traitement de la lumière. Dans un nouvel article au Finsk Tidskrift, en 1884, il reconnaît les apports de l'impressionnisme à l'art, mais il ne l'apprécie pas pour autant : sa toile Les Jardins du Luxembourg est exposée à la galerie Georges Petit durant l'Exposition internationale de peinture et de sculpture de 1887, aux côtés d’œuvres de Monet, Pissarro ou encore Morisot, ce qui lui déplaît fortement. La composition mouvementée et l'absence de hiérarchisation des personnages donnent un effet d'instantanéité assimilable à l'impressionnisme, mais la touche lisse et sophistiquée l'en éloigne franchement. Le style d'Edelfelt, à la fois traditionnel et incluant des touches de modernité, assure son succès. Philippe de Chennevières, directeur des Beaux-Arts de Paris à partir de 1873, parle de « l'effet général impressionniste » pour désigner cette influence visible chez un certain nombre d'artistes, comme Giuseppe De Nittis, Jules Bastien-Lepage, Henri Gervex et John Singer Sargent. Une autre toile exposée chez Georges Petit au même moment, Paris sous la neige, peinte depuis l'atelier parisien d'Edelfelt avenue de Villiers ou de son appartement rue d'Offémont, présente un point de vue inhabituel lui aussi propre à l'impressionnisme.

#### Portraits
Edelfelt se fait connaître à partir de 1880 pour ses portraits, et en envoie un chaque année au Salon. Sa manière caractéristique de rendre la personnalité du modèle assure son succès de portraitiste à la mode, qui culmine après Louis Pasteur, présenté au Salon de 1886, dont le retentissement est international. Il représente ses modèles non pas dans une attitude classique, mais occupés et dans leurs milieux habituels, une idée déjà développée par Bastien-Lepage dans son Portrait d'Albert Wolff (1881) et Manet pour le Portrait d'Émile Zola (1868).

##### Louis Pasteur(1885)
Edelfelt fut un grand ami de Louis Pasteur, qui manifesta un vif intérêt pour l'art dans son adolescence et resta proche toute sa vie du milieu artistique. Son fils Jean-Baptiste, qui écrivait des critiques d'art dans des revues et avait noté favorablement Convoi funéraire d'un enfant, les fait se rencontrer en 1881. La correspondance du jeune artiste est un témoin important pour étudier la personnalité de Pasteur.
Le portrait est commencé à la mi-avril 1885, et Edelfelt pense dès le départ à représenter Pasteur dans son environnement de travail. Le modèle participe à la composition, comme le révèle une lettre d'Edelfelt, qui écrit à sa mère que Pasteur a remplacé un petit flacon qu'il tenait dans sa main par un plus grand, contenant un morceau de moelle épinière prélevée sur un lapin atteint de la rage,,. Il aurait dit à Edelfelt que ce détail « n'est pas encore bien compris, mais aura une grande importance dans le futur ». Au moment où est réalisé le tableau, les expériences de Pasteur pour un éventuel vaccin contre la rage sont inconnues du grand public ; l'année suivante, des centaines de malades se pressent pour être vaccinés.
Finalement, trois tableaux représentant Pasteur sont exposés au Salon de 1886 : Louis Pasteur par Edelfelt, Louis Pasteur accompagné de sa petite-fille par Léon Bonnat, et Le laboratoire de M. Pasteur par Lucien Laurent-Gsell. La toile d'Edelfelt jouit du plus grand succès dans la presse, et il reçoit de nombreuses commandes de portraits. Pour son portrait de Pasteur, il reçoit une médaille d'or et une médaille d'honneur à l'Exposition universelle de 1889, et est nommé chevalier de la Légion d'honneur,. Bien qu' Edelfelt ait voulu offrir le tableau à Pasteur, il est acheté par l'État français dès 1886,. Il est conservé au musée d'Orsay depuis 1986.
Une copie réalisée avec l'aide d'Helene Schjerfbeck est conservée à Paris à l'Institut Pasteur. Bert Hansen note que ce portrait novateur a été rapidement reproduit dans la presse, et a eu une grande postérité dans la représentation archétypale des scientifiques, comme pris sur le vif et absorbés dans leur travail.

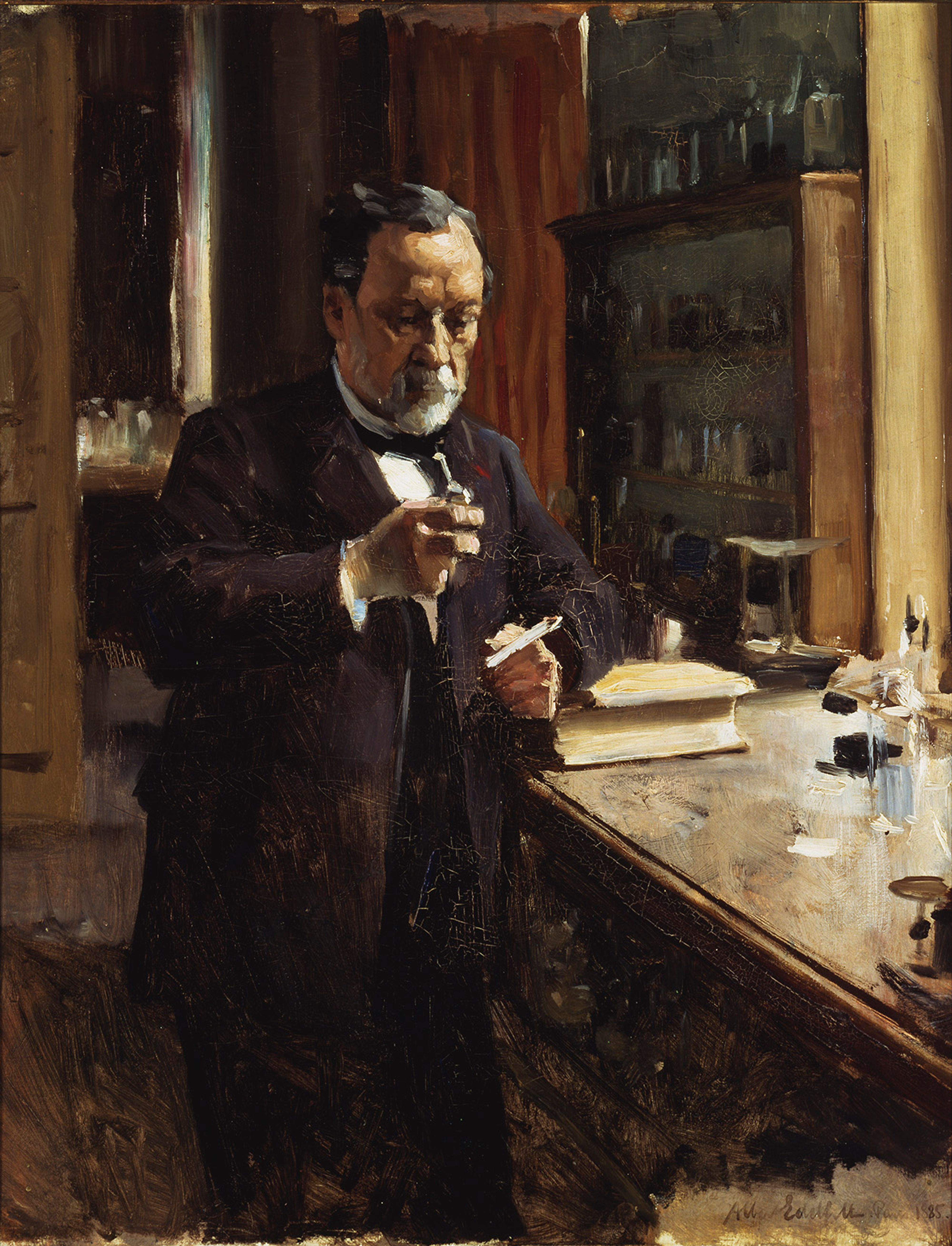
Albert Edelfelt, Étude pour “Louis Pasteur”, 1885, Helsinki, Galerie nationale de Finlande.
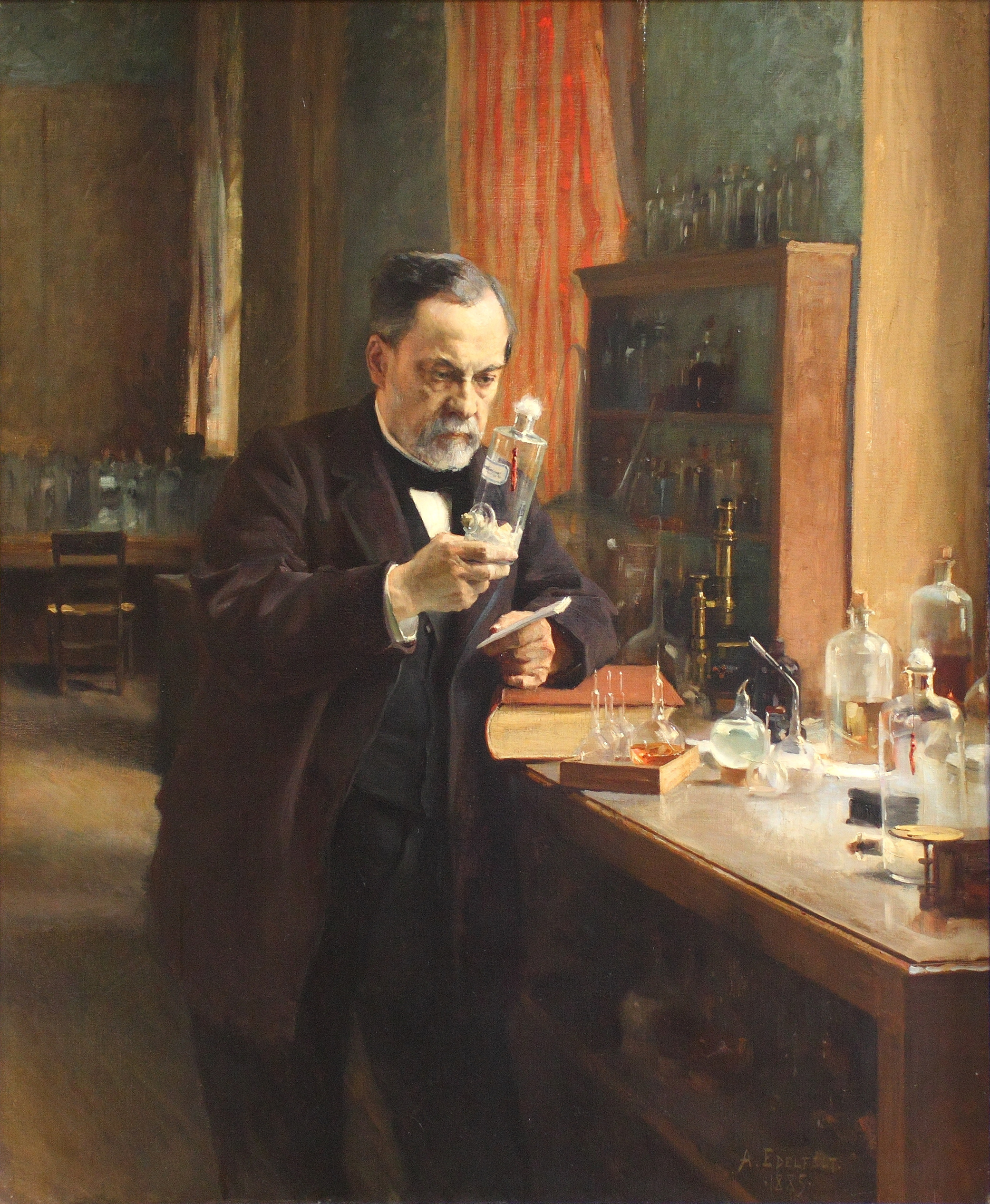
Albert Edelfelt, Louis Pasteur, 1885, Paris, musée d'Orsay.
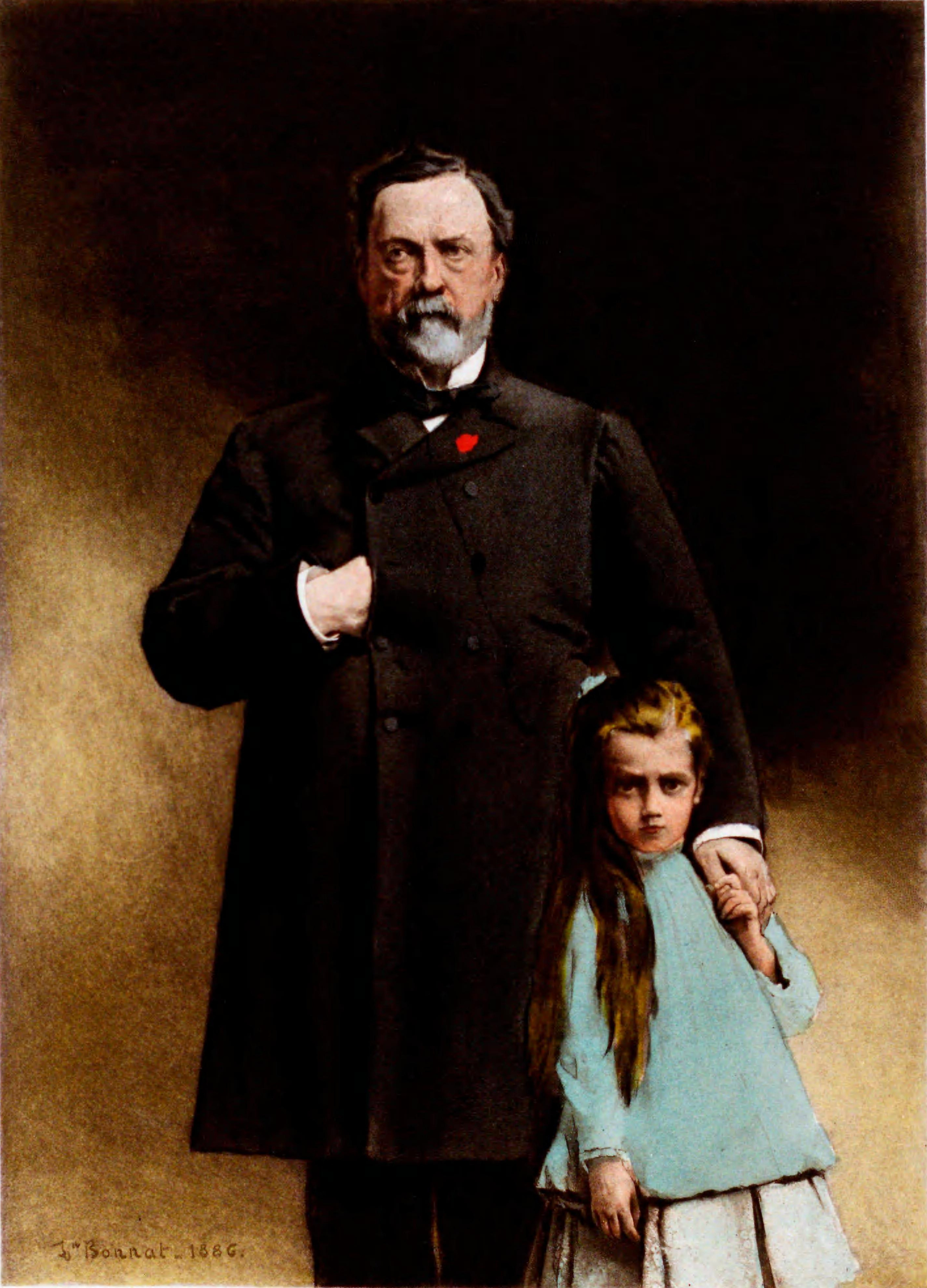
Léon Bonnat, Louis Pasteur et sa petite-fille, 1885, Paris, musée Pasteur. Toile également présentée au Salon de 1885.

### Engagement patriotique (1891-1905)
Installé à Paris depuis 1874, Albert Edelfelt reste attaché à la Finlande, où il passe ses étés dès 1878. Il y retourne durablement en 1891 — bien qu'il conserve son atelier avenue de Villiers et reste proche du milieu parisien.
Les scènes finlandaises qu'il peint dès la fin des années 1870, comme Le Village incendié ou Le Convoi funéraire d'un enfant, font de lui un artiste original aux yeux des critiques français, qui soulignent le caractère nordique de ses œuvres cultivé par l'artiste,. À part Les Jardins du Luxembourg, toutes ses grandes compositions représentent des sujets finlandais, expression de son patriotisme renforcé par la russification de la Finlande dans les années 1890.
Il a alors un intérêt nouveau pour le paysage. Coucher de soleil sur les collines de Kaukola est l'un des premiers qu'il peint, suivant un point de vue en plongée typique de la peinture de paysage finlandaise. Le format vertical, cependant, est une nouveauté qui se diffusera au tournant du XXe siècle. L’œuvre a un grand succès et est utilisée pour illustrer un ouvrage sur l'histoire du pays, La Finlande au XIXe siècle décrite et illustrée par une réunion d'artistes et d'écrivains finlandais, traduit en français en 1894.
De 1894 à 1900, il réalise une série d'illustrations pour les poèmes de Runeberg Récits de l'enseigne Stål, qui traitent de l'histoire de la Finlande, dont fait partie Soldats finlandais pendant la guerre de 1809. En 1904, il réalise sa dernière œuvre importante, des fresques pour l'université d'Helsinki, représentant l'inauguration de l'université de Turku en 1640. Elles ont été détruites pendant la Seconde Guerre mondiale.

### Vie privée
Dans sa jeunesse, Edelfelt a plusieurs compagnes : sa modèle Antonia Bonjean en 1878-1879, Sophie Manzey, puis Virginie de 1880 à 1883, dont il a fait des portraits. Il aurait eu deux enfants d'elle et aurait envisagé de l'épouser.
Mais il se marie finalement avec une connaissance d'enfance, la baronne Anna Elise de la Chapelle, en 1888. Leur fils Erik est né la même année et mort en 1910. Les époux sont peu épanouis, et à la fin des années 1890, le peintre fréquente des maîtresses : la veuve d'un colonel turc, une modèle russe, puis Madame Durand.

### Proximité avec la cour impériale de Russie
Dès 1878 et l'exposition du Duc Karl insultant le corps de Klas Fleming, Edelfelt est nommé membre honoraire de l'Académie des arts de Saint-Pétersbourg, où il voyage en 1881 pour rencontrer le grand-duc Vladimir. La famille impériale lui commande alors plusieurs portraits de leurs enfants. Le tableau Garçons jouant sur la plage, qui jouit d'un grand succès à l'Exposition internationale de la galerie Georges Petit en 1885, est acheté par l'impératrice de Russie. En 1896, il participe au sacre de Nicolas II, dont il peint deux portraits. Mais il refuse par deux fois, en 1897 et en 1898, de devenir professeur à l'Académie des arts de Saint-Pétersbourg.
Avec l'épouse d'Alexandre III, née au Danemark sous le nom de princesse Dagmar, Edelfelt communiquait selon la coutume de l'époque dans sa langue maternelle suédoise, Dagmar répondant en danois. Avec les autres membres de la cour impériale, Edelfelt et sa femme Ellan parlaient français.

### Utilisation des langues au sein de la famille Edelfelt
En interne et au sein de leur cercle social en Finlande, la famille Edelfelt a socialisé en leur langue maternelle suédoise. À Paris et à Saint-Pétersbourg, les gens socialisaient principalement en français, mais aussi en suédois avec les colonies finlandaises et nordiques dans les villes.
Le français est rapidement devenu la deuxième langue la plus forte d'Edelfelt et de sa femme Ellan.
Comme la plupart de la classe éduquée en Finlande à l'époque, les deux époux avaient une bonne maîtrise de la langue allemande.
Le manoir de l'épouse d'Edelfelt (Ellen), Saaris, était situé en Finlande finnoise, donc surtout elle maîtrisait aussi le finnois. La nourrice de leur fils Erik a parlé finnois à Erik, mais Erik a ensuite eu une gouvernante anglophone, ce qui lui a fait oublier au moins temporairement son finnois.
Bien que la Finlande faisait partie de l'Empire russe à l'époque, la connaissance d'Edelfelt de la langue russe était élémentaire. Edelfelt ne parlait le russe que sous forme de phrases isolées ; même lors de ses brefs fiançailles avec la Russe Sophie Manzey, il n'a pas appris la langue.

## Influence sur les artistes finlandais

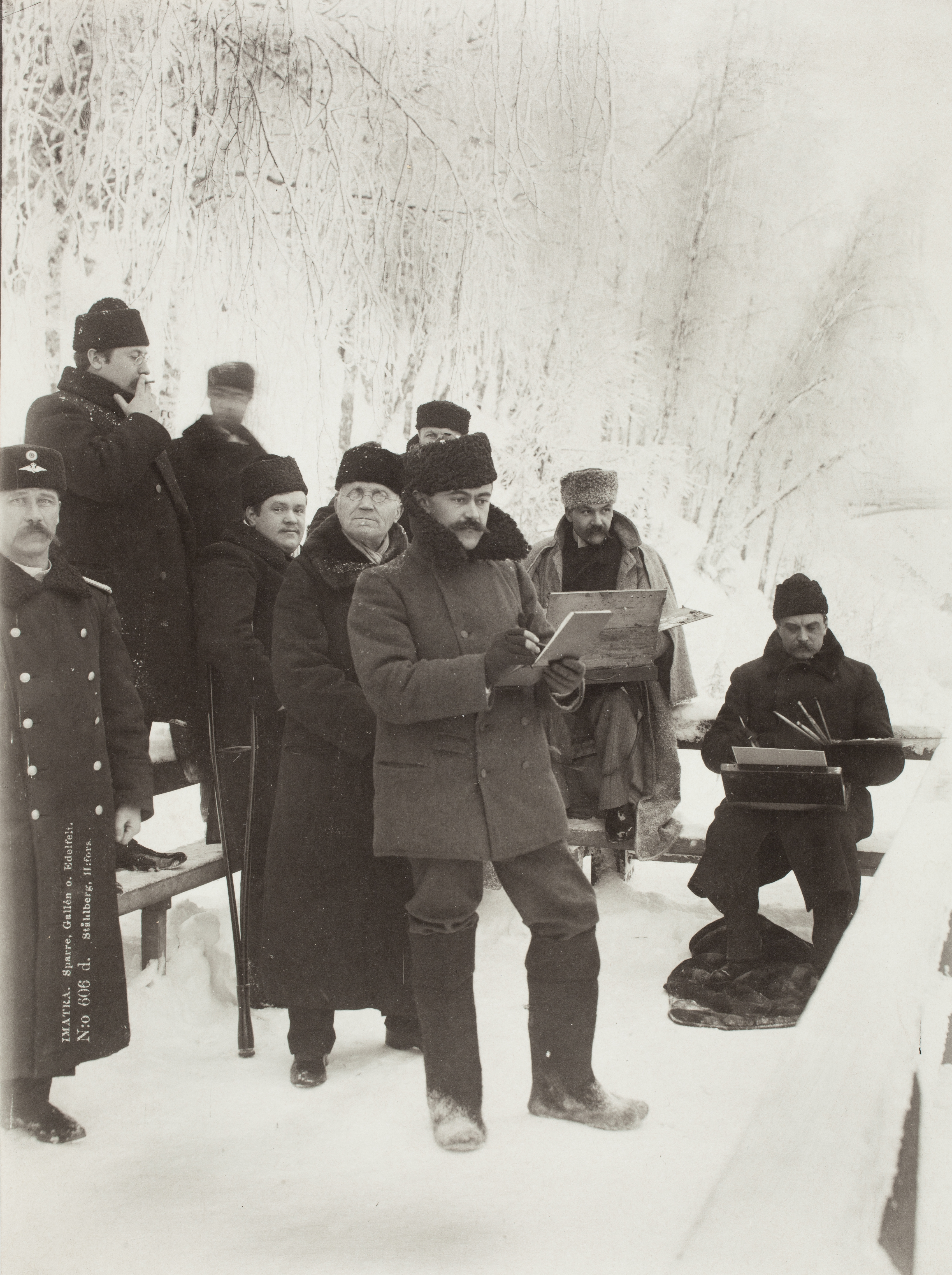
Edelfelt (à droite), Louis Sparre et Akseli Gallen-Kallela peignant à Imatra en 1893.

Cette proximité avec la cour de Russie n'empêche pas Edelfelt d'être un défenseur de l'autonomie de la Finlande, ce que soulignent ses œuvres à caractère nationaliste dans la fin de sa carrière.
Son succès à l'étranger lui permet d'élever son pays sur la scène artistique et incite de nombreux artistes finlandais à étudier à Paris, dont Helene Schjerfbeck (artiste qui fera une copie du portrait de Louis Pasteur, qu' Edelfelt achèvera d'ailleurs) Aukusti Uotila (fi) et Amélie Lundhal dans les années 1880, Akseli Gallen-Kallela, Magnus Enckell, Ellen Thesleff et Eero Järnefelt dans les années 1890.
Son importance dans le milieu artistique finlandais trouve son apogée en 1900 alors qu'il devient commissaire du département finlandais à l'Exposition universelle, dans un pavillon indépendant de celui de la Russie. Edelfelt a sans doute eu un rôle dans les négociations pour le pavillon, grâce à ses relations dans le milieu artistique français ou à sa proximité avec la famille impériale russe.
Il a en outre une influence directe sur plusieurs jeunes artistes : il est proche d'Akseli Gallen-Kallela dès 1883 ; Juho Rissanen intègre l'atelier d'Ilia Répine en 1897-1898 grâce à son aide ; Magnus Enckell, qui lui montre ses dessins en 1887, entre sur ses conseils à l'Association des arts de Finlande, et c'est lui qui hérite de son atelier avenue de Villiers à sa mort.

## Distinctions
- Commandeur de la Légion d'honneur (1901)

## Postérité
À Paris, en 2022, le Petit Palais présente une exposition d'environ quatre-vingt toiles d'Edelfelt, avec catalogue.

## Liste d'œuvres
| Titre | Technique                                                       | Format              | Date             | Collection                                                                    |
| --- | --------------------------------------------------------------- | ------------------- | ---------------- | ----------------------------------------------------------------------------- |
| Autoportrait | huile sur toile                                                 | 50 cm X 40,5 cm     | 1874             | Musée d'Art Ateneum                                                           |
| Étude de femme nue | huile sur toile                                                 | 80 cm X 64,5 cm     | 1874             | Musée d'Art Ateneum                                                           |
| Académie masculine, de dos                                                                                              | huile sur toile                                                 | 73 cm X 54 cm       | 1874             | Musée d'Art Ateneum                                                           |
| Portrait de Jean-Léon Gérôme                                                                                            | crayon                                                          | 11,5 cm X 6,5 cm    | vers 1875        | Musée d'Art Ateneum                                                           |
| Portrait d'Ellen Edelfelt, sœur de l'artiste                                                                            | huile sur toile                                                 | 56,5 cm X 44,5 cm   | 1876             | Musée d'Art Ateneum                                                           |
| La Leçon d'escrime | huile sur toile                                                 | 76 cm X 54 cm       | 1877             | collection particulière                                                       |
| Blanche de Namur, reine de Suède, et le prince Håkon (La Reine Blanche)                                                 | Huile sur toile                                                 | 96,5 cm X 75,5 cm   | 1877             | Musée d'Art Ateneum                                                           |
| L'Artiste Aukusti Uotila (fi)(étude pour Charles insulte le cadavre de son ennemi Clas Eriksson Fleming, 1597)          | huile sur toile                                                 | 27 cm X 22 cm       | 1878             | Musée d'Art Ateneum                                                           |
| Le Jardin du Musée de Cluny à Paris                                                                                     | huile sur toile                                                 | 19 cm X 31 cm       | 1878             | Musée d'Art Ateneum                                                           |
| Le Duc Charles insulte le cadavre de son ennemi Clas Eriksson Fleming, 1597                                             | huile sur toile                                                 | 157 cm X 202 cm     | 1878             | Musée d'Art Ateneum                                                           |
| Le Village incendié : épisode de la révolte des paysans finlandais en 1596 (étude)                                      | huile sur toile                                                 | 20 cm X 33,5 cm     | 1878-1879        | Musée d'Art Ateneum                                                           |
| Le Village incendié : épisode de la révolte des paysans finlandais en 1596                                              | huile sur toile                                                 | 128 cm X 202,5 cm   | 1879             | Musée national de Finlande                                                    |
| Jeune Femme rousse tenant un éventail japonais                                                                          | huile sur panneau                                               | 55,5 cm X 45,5 cm   | 1879             | collection Niemistö                                                           |
| Le Convoi d'un enfant                                                                                                   | huile sur toile                                                 | 120 cm X 204 cm     | 1879             | Musée d'Art Ateneum                                                           |
| En route pour le baptême                                                                                                | huile sur toile                                                 | 73,5 cm X 100,5 cm  | 1880             | collection particulière                                                       |
| Portrait d'Alfred Koechlin-Schwartz                                                                                     | huile sur toile                                                 | 115 cm X 98 cm      | 1880             | Galerie Elstir à Paris                                                        |
| Parisienne lisant | huile sur toile                                                 | 81 cm X 100 cm      | 1880             | Musée d'Art Ateneum                                                           |
| Espagnol appuyé contre un mur (étude)                                                                                   | aquarelle sur papier                                            | 29,5 cm X 23 cm     | 1881             | Musée d'Art Ateneum                                                           |
| Portrait du peintre Pascal Dagnan-Bouveret                                                                              | huile sur toile                                                 | 98 cm X 80 cm       | 1881             | Musée Georges-Garret                                                          |
| Service divin au bord de la mer (étude)                                                                                 | huile sur toile                                                 | 22 cm X 33,5 cm     | 1881             | Musée d'Art Ateneum                                                           |
| Service divin au bord de la mer                                                                                         | huile sur toile                                                 | 122 cm X 180 cm     | 1881             | Musée d'Orsay                                                                 |
| Service divin au bord de la mer (étude)                                                                                 | huile sur toile                                                 | 38 cm X 57,5 cm     | 1881             | collection particulière                                                       |
| Service divin au bord de la mer (étude)                                                                                 | encre et crayon sur papier                                      | 21 cm X 27,5 cm     | 1881             | Musée d'Art Ateneum                                                           |
| Service divin au bord de la mer (étude pour Le Pasteur)                                                                 | encre et crayon sur papier                                      | 21 cm X 21,7 cm     | 1881             | Musée d'Art Ateneum                                                           |
| Portrait de Jean-Baptiste Pasteur                                                                                       | huile sur toile                                                 | 66 cm X 54 cm       | 1881             | Musée Pasteur                                                                 |
| Sous le Directoire | huile sur toile                                                 | 70 cm X 64 cm       | 1881             | collection particulière                                                       |
| Virginie au chapeau noir                                                                                                | huile sur toile                                                 | 24 cm X 19 cm       | 1881             | Musée national de Finlande                                                    |
| Mikhaïl et Ksenia enfants du tsar Alexandre III                                                                         | aquarelle sur papier                                            | 29,5 cm X 23 cm     | 1881-1882        | Musée d'Art Ateneum                                                           |
| Mikhaïl et Ksenia enfants du tsar Alexandre III                                                                         | huile sur toile                                                 | 76 cm X 62 cm       | 1882             | collection particulière                                                       |
| Jeune Femme de profil                                                                                                   | pastel sur papier                                               | 62,5 cm X 49 cm     | 1882             | Musée d'Art Ateneum                                                           |
| Vieille Paysanne finlandaise                                                                                            | huile sur toile                                                 | 83 cm X 60,5 cm     | 1882             | Musée d'Art Ateneum                                                           |
| Sous les bouleaux II | huile sur toile                                                 | 59 cm X 81,5 cm     | 1882             | collection particulière                                                       |
| Portrait d'Alexandra Edelfelt, mère de l'artiste                                                                        | huile sur toile                                                 | 81,5 cm X 60 cm     | 1883             | Musée d'Art Ateneum                                                           |
| Le Long du rivage (Annie Edelfelt (fi) et son chien)                                                                    | huile sur toile                                                 | 45,5 cm X 58 cm     | 1883             | Musée d'Art Ateneum                                                           |
| Portrait d'Annie Edelfelt (fi), sœur de l'artiste                                                                       | huile sur panneau                                               | 16 cm X 11,5 cm     | 1883             | Musée d'Art Ateneum\|                                                         |
| En mer, Golfe de Finlande                                                                                               | huile sur toile                                                 | 165 cm X 152 cm     | 1883             | Musée des Beaux-Arts de Göteborg                                              |
| Virginie | huile sur toile                                                 | 73,5 cm X 92,5 cm   | 1883             | Musée d'art de Joensuu (fi)                                                   |
| Meilleurs Amis III Berta Edelfelt (fi) et Capi                                                                          | Aquarelle et encre de Chine sur papier                          | 20 cm X 16 cm       | 1883             | Musée d'Art Ateneum                                                           |
| Au piano | huile sur toile                                                 | 74 cm X 64,5 cm     | 1884             | Musée des Beaux-Arts de Göteborg                                              |
| Le Petit Bateau | huile sur toile                                                 | 89,7 cm X 106,5 cm  | 1884             | Musée des beaux-arts de Philadelphie                                          |
| Autoportrait en pied | huile sur panneau                                               | 35 cm X 26,5 cm     | vers 1884        | Musée d'Art Ateneum                                                           |
| Enfants au bord de l'eau (étude)                                                                                        | huile sur toile                                                 | 40 cm X 33 cm       | 1884             | Musée d'Art Ateneum                                                           |
| Enfants au bord de l'eau                                                                                                | huile sur toile                                                 | 90 cm X 107,5 cm    | 1884             | Musée d'Art Ateneum                                                           |
| Portrait de Berta Edelfelt (fi), sœur de l'artiste                                                                      | huile sur toile                                                 | 59,5 cm X 44,5 cm   | 1884             | Musée d'Art Ateneum                                                           |
| Portrait de Louis Pasteur (étude)                                                                                       | huile sur toile                                                 | 61 cm X 50,5 cm     | 1885             | Musée d'Art Ateneum                                                           |
| Portrait de Louis Pasteur                                                                                               | huile sur toile                                                 | 155 cm X 127,5 cm   | 1885             | Musée d'Orsay (en dépôt)                                                      |
| Apprentis tailleurs dans un asile d'enfants, Finlande                                                                   | huile sur toile                                                 | 44 cm X 54 cm       | 1885             | fondation Lauri et Lasse Reitz à Helsinki                                     |
| L'Heure de la rentrée des ouvriers, Finlande                                                                            | huile sur toile                                                 | 93,5 cm X 135 cm    | 1885             | Musée national d'art à Copenhague                                             |
| Apprentis tailleurs dans un asile d'enfants, Finlande                                                                   | huile sur toile                                                 | 44 cm X 54 cm       | 1885             | fondation Lauri et Lasse Reitz à Helsinki                                     |
| Femme en noir, assise (Thérèse noire)                                                                                   | huile sur toile                                                 | 55 cm X 43 cm       | 1886             | Musée d'Art Ateneum                                                           |
| Portrait du sculpteur Ville Vallgren et de sa femme, l'artiste Antoinette Råström (fi)                                  | pastel et caséine à la détrempe                                 | 116 cm X 139 cm     | 1886             | Musée des Beaux-Arts de Göteborg                                              |
| Au Jardin du Luxembourg (étude finale)                                                                                  | huile sur panneau                                               | 26 cm X 35 cm       | 1886             | Musée d'Art Ateneum                                                           |
| Femme dans une barque (étude pour Jeunes Filles dans une barque)                                                        | huile sur toile                                                 | 36,5 cm X 53 cm     | 1886             | Musée d'Art Ateneum                                                           |
| Jeunes Filles dans une barque                                                                                           | huile sur toile                                                 | 33,5 cm X 40,5 cm   | 1886             | Musée d'Art Ateneum                                                           |
| Jeunes filles nouant des guirlandes (étude)                                                                             | huile sur toile                                                 | 48,5 cm X 68 cm     | vers 1886        | Musée d'Art Ateneum                                                           |
| Petite Fille tricotant une chaussette                                                                                   | huile sur toile                                                 | 50 cm X 59 cm       | 1886             | Musées d'art Serlachius Gustaf et Gösta à Mänttä-Vilppula                     |
| Les Constructeurs de navires                                                                                            | huile sur toile                                                 | 135 cm X 93,5 cm    | 1886             | collection particulière                                                       |
| La Réponse | huile sur panneau                                               | 29 cm X 37 cm       | 1887             | Nationalmuseum                                                                |
| Devant l'église, Finlande (étude finale)                                                                                | huile sur toile                                                 | 50 cm X 43 cm       | 1887             | Musée d'art de Turku                                                          |
| Devant l'église, Finlande                                                                                               | huile sur toile                                                 | 129,5 cm X 158,5 cm | 1887             | Musée d'Art Ateneum                                                           |
| Toits de Paris sous le neige                                                                                            | huile sur panneau                                               | 46 cm X 37 cm       | 1887             | Musée d'Art Ateneum                                                           |
| Au Jardin du Luxembourg                                                                                                 | huile sur toile                                                 | 141,5 cm X 186,5 cm | 1887             | Musée d'Art Ateneum                                                           |
| Portrait de René Vallery-Radot                                                                                          | huile sur toile                                                 | 66 cm X 56,5 cm     | 1888             | Musée Pasteur                                                                 |
| Portrait de Marie-Louise Pasteur                                                                                        | pastel                                                          | 59 cm X 49 cm       | 1888             | Musée Pasteur                                                                 |
| Repasseuses (étude) | huile sur toile                                                 | 59,5 cm X 75,5 cm   | 1888             | Musée d'Art Ateneum                                                           |
| Vue depuis les collines de Kaukola                                                                                      | Aquarelle sur papier                                            | 48,5 cm X 32,5 cm   | 1888-1889        | Musée d'Art Ateneum                                                           |
| Autoportrait en costume du XVIIe siècle                                                                                 | huile sur toile                                                 | 64,5 cm X 70,5 cm   | 1889             | Musée d'Art Ateneum                                                           |
| Le Fils de l'artiste, Erik Edelfelt (sv), dans un landau                                                                | huile sur toile                                                 | 46,5 cm X 40,5 cm   | 1889             | Musée d'Art Ateneum                                                           |
| Image de couverture pour la revue artistique Helsingfors-Paris 1889                                                     | Crayon et encre de Chine sur papier                             | 49 cm X 30,5 cm     | 1889             | Musée d'Art Ateneum                                                           |
| Coucher de soleil sur les collines de Kaukola                                                                           | huile sur toile                                                 | 116,5 cm X 83 cm    | 1889-1890        | Musée d'Art Ateneum                                                           |
| Couple et autres personnes à l'Exposition de la Société nationale des beaux-arts                                        | Illustration, genre affiche, insérée dans le texte d'une lettre | ?cm X ?cm           | vers 15 mai 1890 | Galerie nationale de Finlande                                                 |
| Le Christ et Marie Madeleine, une légende finlandaise                                                                   | huile sur toile                                                 | 216 cm X 152 cm     | 1890             | Musée d'Art Ateneum                                                           |
| Mouillage à Copenhague                                                                                                  | huile sur toile                                                 | 95 cm X 150 cm      | 1890             | bureau du président de la République de Finlande (collection d'art impériale) |
| Paysage provençal ou de Bordighera                                                                                      | huile sur toile                                                 | 55 cm X 45 cm       | 1891             | Musée Pasteur                                                                 |
| Rivage à Haikko en automne                                                                                              | Aquarelle sur papier                                            | 45,5 cm X 31,5 cm   | vers 1892        | Musée d'Art Ateneum                                                           |
| Paysage d'hiver au parc Kaivopuisto, Helsinki (journée de décembre)                                                     | huile sur toile                                                 | 54 cm X 81 cm       | 1892             | Musée d'Orsay                                                                 |
| Portrait de l'écrivain Juhani Aho                                                                                       | huile sur toile                                                 | 32 cm X 22 cm       | 1892             | Musée d'Art de Turku                                                          |
| Larin Paraske (Incantation)                                                                                             | huile sur toile                                                 | 71 cm X 106 cm      | 1893             | Musée d'Art d'Hämeenlinna                                                     |
| Chagrin | huile sur toile                                                 | 107,5 cm X 89,5 cm  | 1894             | Musée d'Art Ateneum                                                           |
| L'Île de Särkkä | huile sur toile                                                 | 63 cm X 91 cm       | 1894             | Musée d'Art Ateneum                                                           |
| Portrait du docteur Émile Roux faisant son cours                                                                        | huile sur toile                                                 | 131 cm X 93 cm      | 1895             | Musée Pasteur                                                                 |
| Esquisse pour la revue La Finlande pittoresque                                                                          | Aquarelle et crayon sur papier                                  | 31,5 cm X 49,5 cm   | 1895-1896        | Musée d'Art Ateneum                                                           |
| Portrait d'Ellan Edelfelt (fi), femme de l'artiste                                                                      | huile sur toile                                                 | 100 cm X 60 cm      | 1896             | Musée d'Art Ateneum                                                           |
| La Marche du régiment de Pori                                                                                           | gouache sur papier                                              | 54 cm X 41,2 cm     | 1897-1900        | Musée d'Art Ateneum                                                           |
| Notre Pays (illustration pour la page de titre de ce poème dans Les Récits de l'enseigne Stål de Johan Ludvig Runeberg) | encre de chine et gouache sur papier                            | 31 cm X 23,5 cm     | 1897-1900        | Musée d'Art Ateneum                                                           |
| Porvoo depuis la colline de Näsinmäki                                                                                   | huile sur bois                                                  | 23 cm X 34 cm       | 1898             | Musée d'Art Ateneum                                                           |
| Proposition de couverture pour la revue Ateneum (fi) publiée par Wentzel Hagelstam (fi)                                 | encre de Chine et gouache sur papier                            | 25 cm X 27 cm       | 1898             | Musée d'Art Ateneum                                                           |
| Pêcheurs finlandais | huile sur toile                                                 | 86 cm X 146 cm      | 1898             | Musée d'Art Ateneum                                                           |
| Le Port de Nyländska Jaktklubben (fi) à Helsinki                                                                        | huile sur toile                                                 | 125 cm X 175,5 cm   | 1899             | Musée d'Art Ateneum                                                           |
| Portrait de madame Pasteur en deuil                                                                                     | huile sur toile                                                 | 107 cm X 90 cm      | 1899             | Musée Pasteur                                                                 |
| Vue sur Haikko | Huile sur toile                                                 | 124,5 cm X 175 cm   | 1899             | Musée d'Art Ateneum                                                           |
| Portrait de Camille Vallery-Radot                                                                                       | huile sur toile                                                 | 111 cm X 69 cm      | 1901             | Musée Pasteur                                                                 |
| Portrait de la cantatrice Aino Ackté                                                                                    | huile sur toile                                                 | 200,5 cm X 90 cm    | 1901             | Musée d'Art Ateneum                                                           |
| Aino Ackté en Alceste sur les rives du Styx                                                                             | huile sur toile                                                 | 101 cm X 60 cm      | 1902             | Musée d'Art Ateneum                                                           |
| Portrait du professeur Johan Wilhelm Runeberg (fi), doyen de la faculté de médecine d'Helsinki                          | huile sur toile                                                 | 132 cm X 89 cm      | 1902             | Musée de l'université d'Helsinki                                              |
| Autoportrait au bureau                                                                                                  | encre de chine sur papier                                       | 36 cm X 27 cm       | 1902-1903        | Musée d'Art Ateneum                                                           |
| La Villa d'été de l'artiste à Haikko                                                                                    | huile sur toile                                                 | 64 cm X 53,5 cm     | 1905             | Musée d'Art Ateneum                                                           |
| Au parc de Saint-Cloud                                                                                                  | huile sur toile                                                 | 65 cm X 81,5 cm     | 1905             | Musée d'Art Ateneum                                                           |
| Le Cottage des Karlsson (sa dernière œuvre)                                                                             | aquarelle gouache et crayon sur carton                          | 30 cm X 47 cm       | 1905             | Musée d'Art Ateneum                                                           |
| Georg Carl von Döbeln sur le champ de bataille, la nuit (illustration pour le poème Döbeln à la Bataille de Jutas (fi)) | encre de chine et gouache sur papier                            | 31,5 cm X 17,5 cm   | ?                | Musée d'Art Ateneum                                                           |
| Portrait de Jean-Baptiste Pasteur                                                                                       | eau forte                                                       | 20,7 cm X 14,8 cm   | ?                | Musée d'Art Ateneum                                                           |
| Enfant de profil | Dessin sur un éventail                                          | ?cm X ?cm           | ?                | Musée Pasteur                                                                 |

Liste commencée à partir du livre Albert Edelfelt. Lumières de Finlande édité par "Éditions Paris Musées" à l'occasion de l'exposition organisée au Petit Palais à Paris en 2022.

Peinture d'histoire et orientalisme
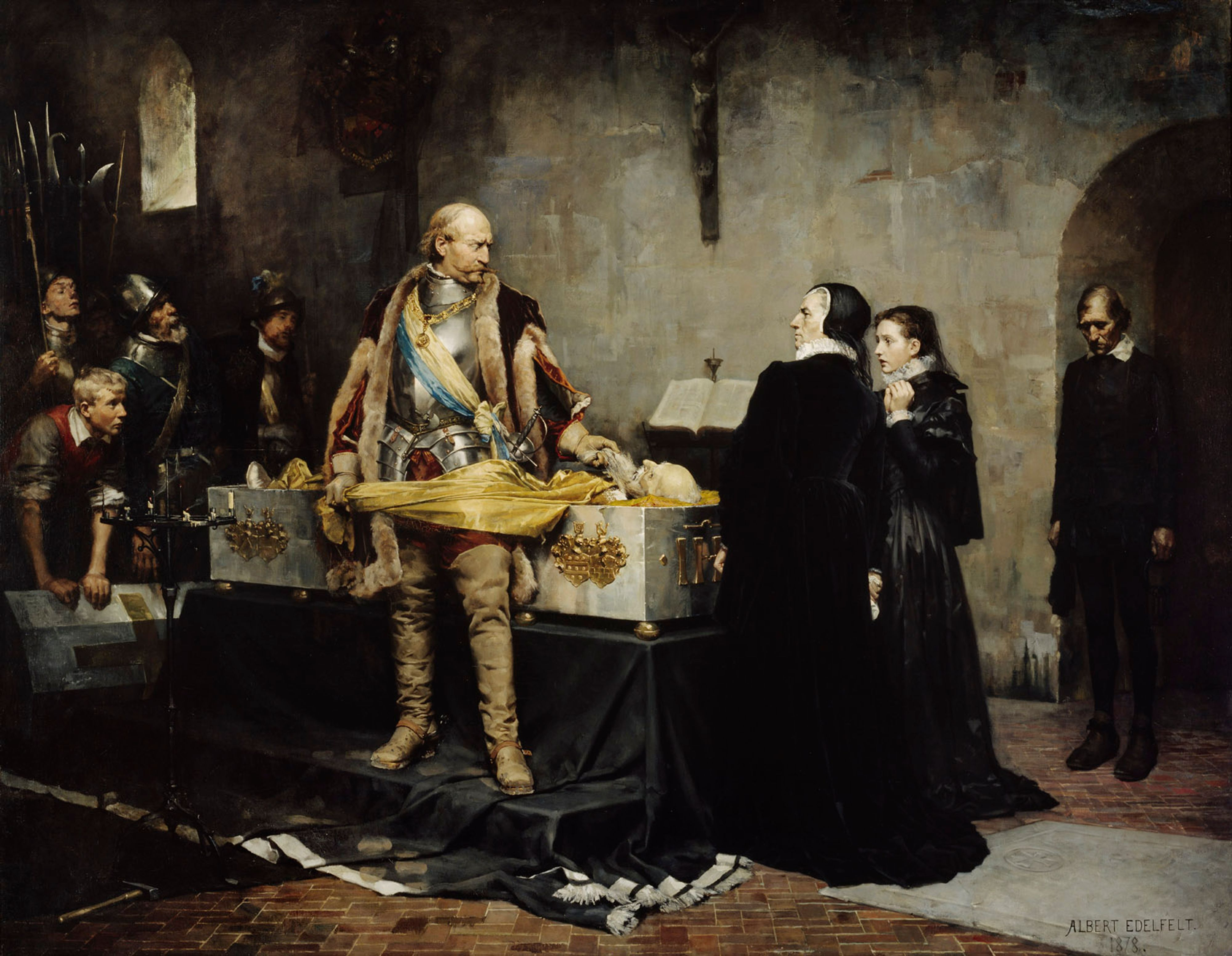
Le Duc Karl insultant le corps de Klas Fleming, 1878, Helsinki, Galerie nationale de Finlande.
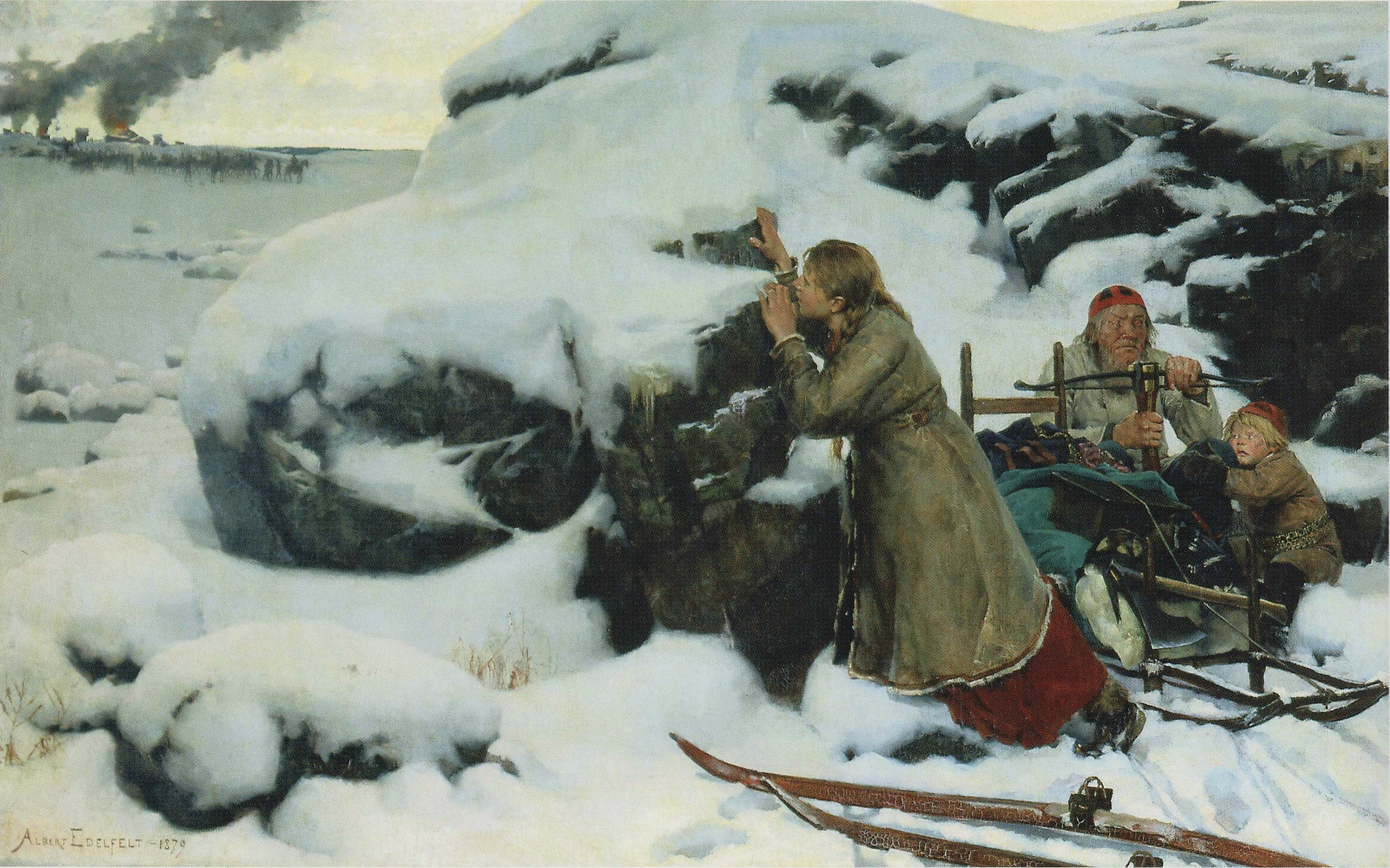
Le Village incendié, 1879, Helsinki, Galerie Cygnaeus.
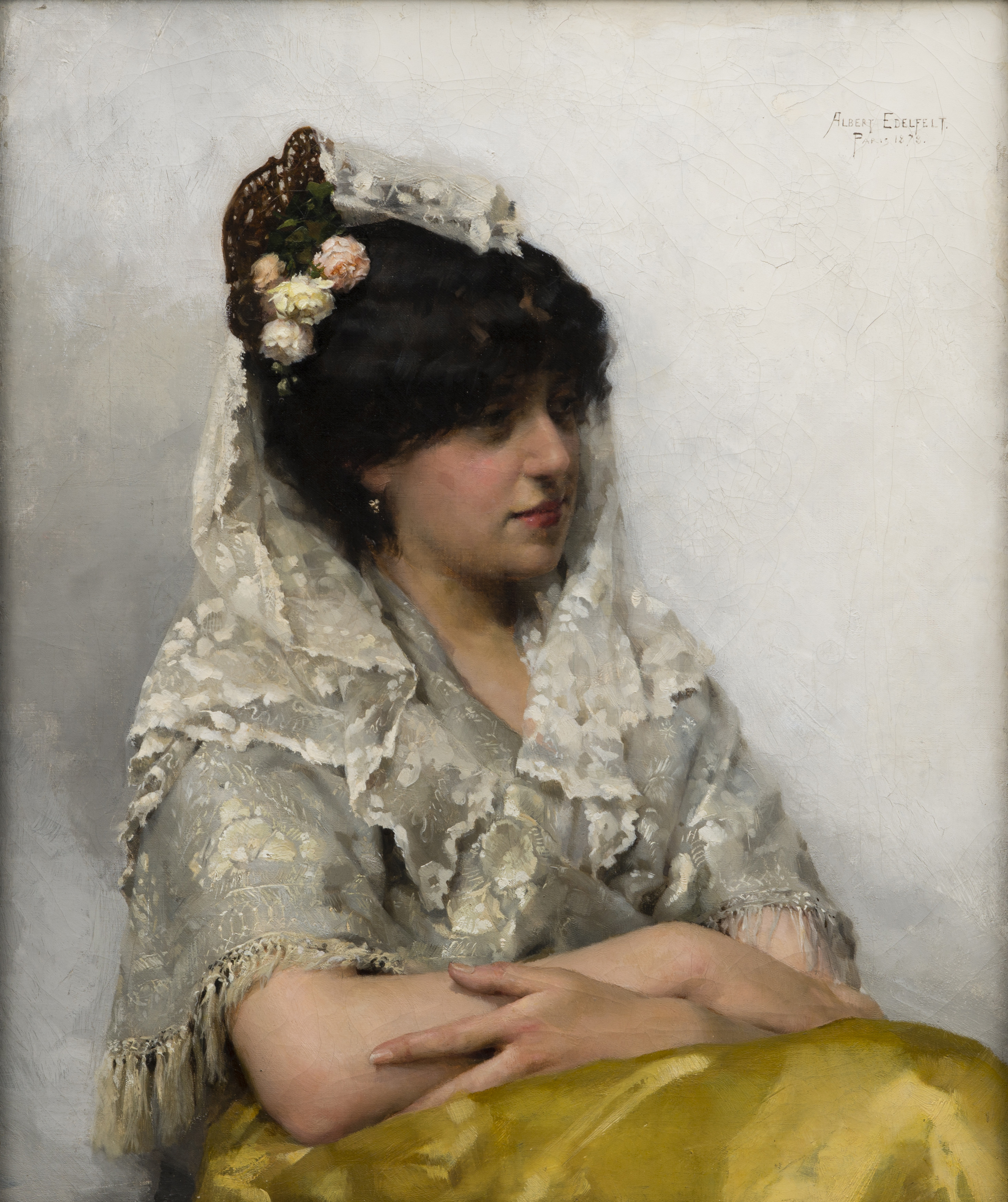
Le Señorita, 1878, localisation inconnue.
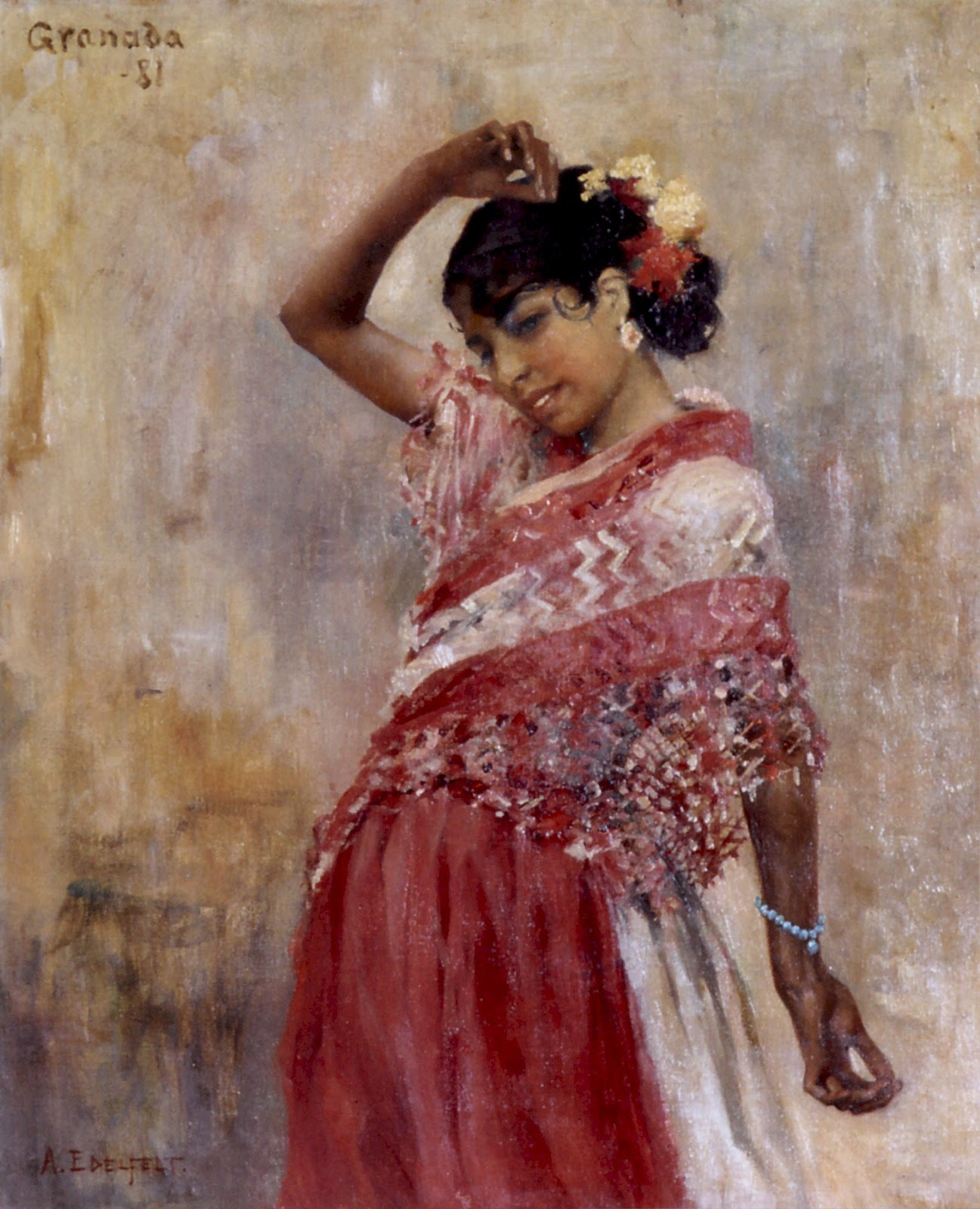
Gitane dansant I, 1881, Mänttä-Vilppula, musées d'Art Serlachius Gustaf et Gösta.

Scènes de plein air
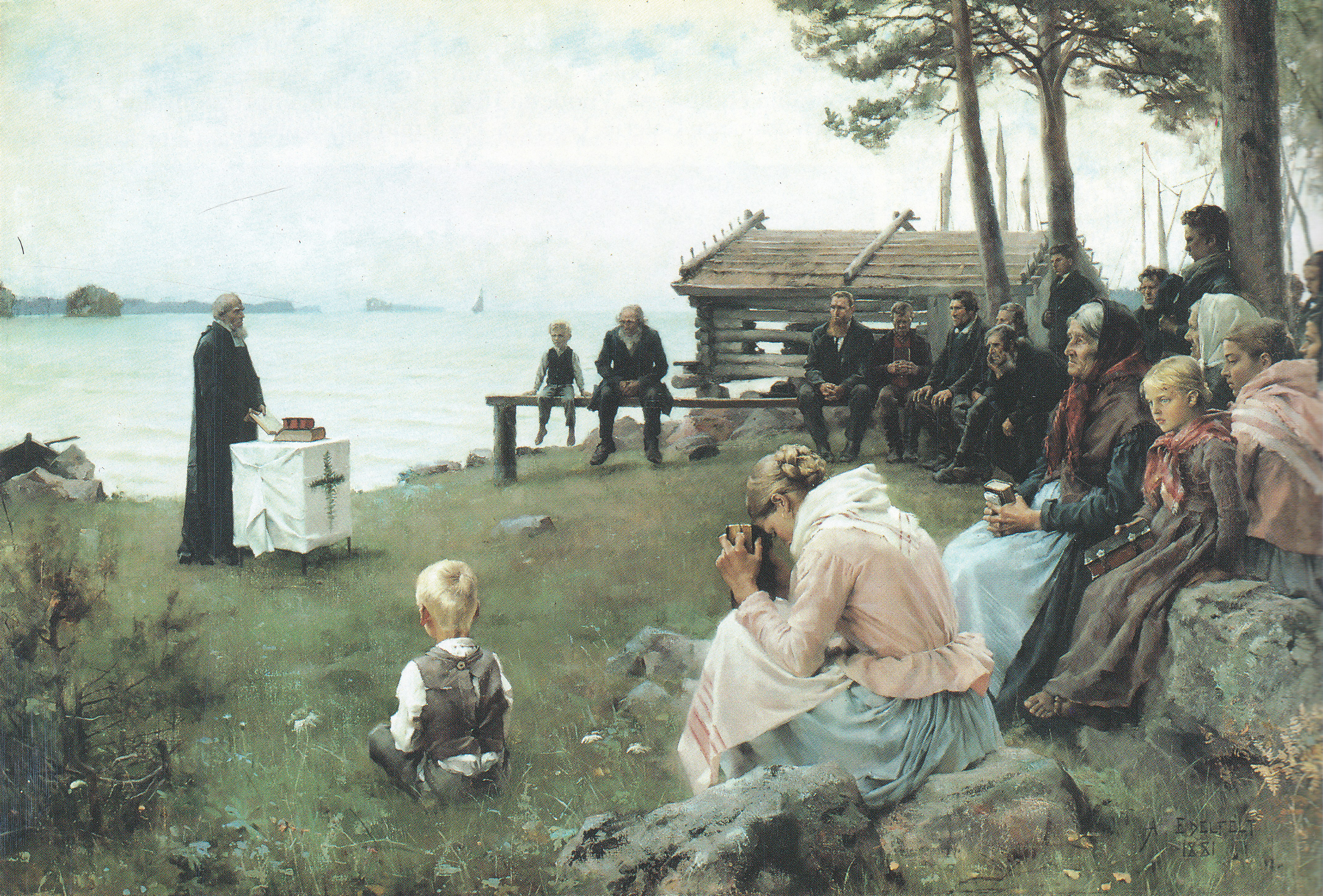
Service divin au bord de la mer, 1880, Paris, musée d'Orsay.
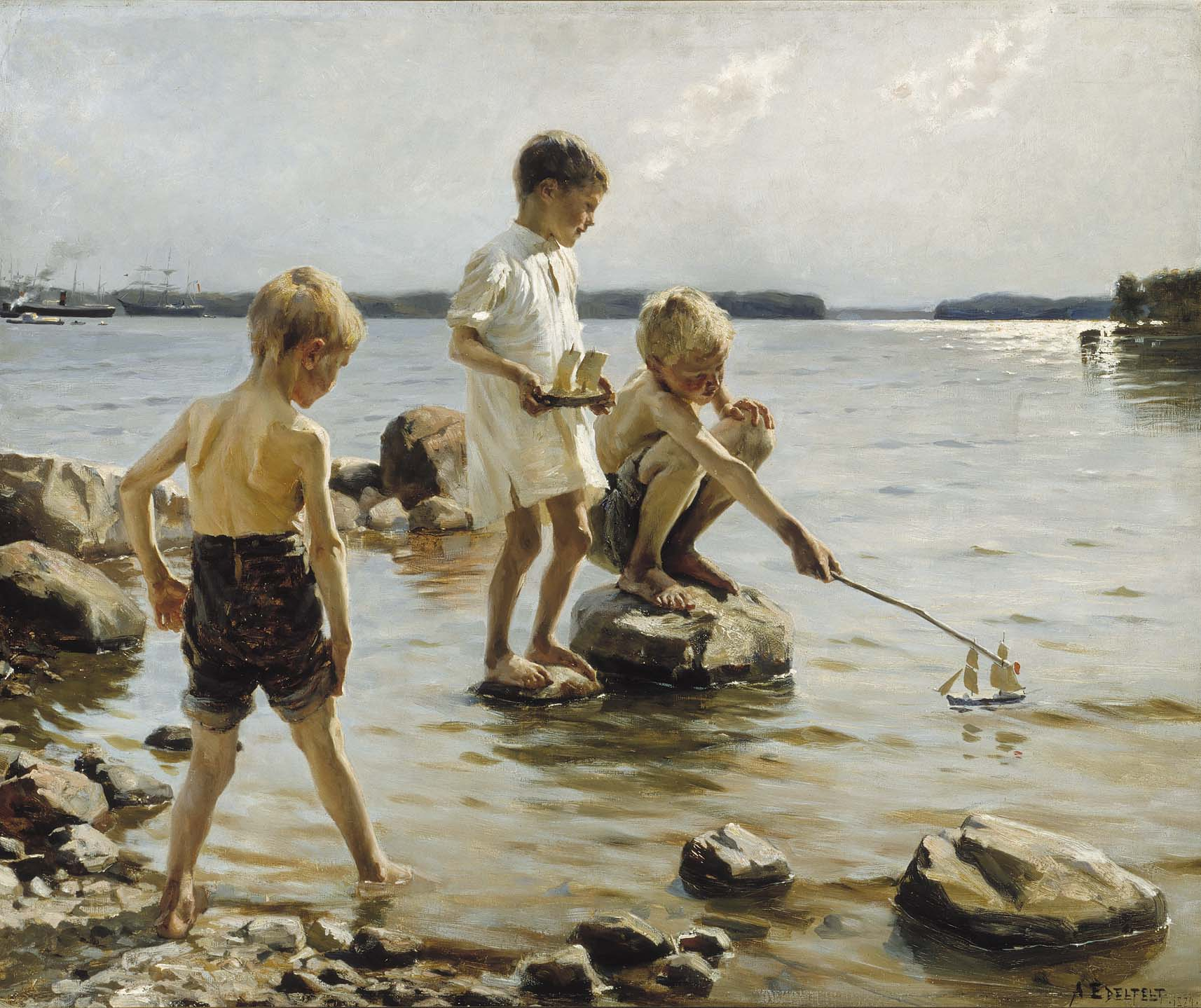
Garçons jouant sur le rivage, 1884, Helsinki, Galerie nationale de Finlande.
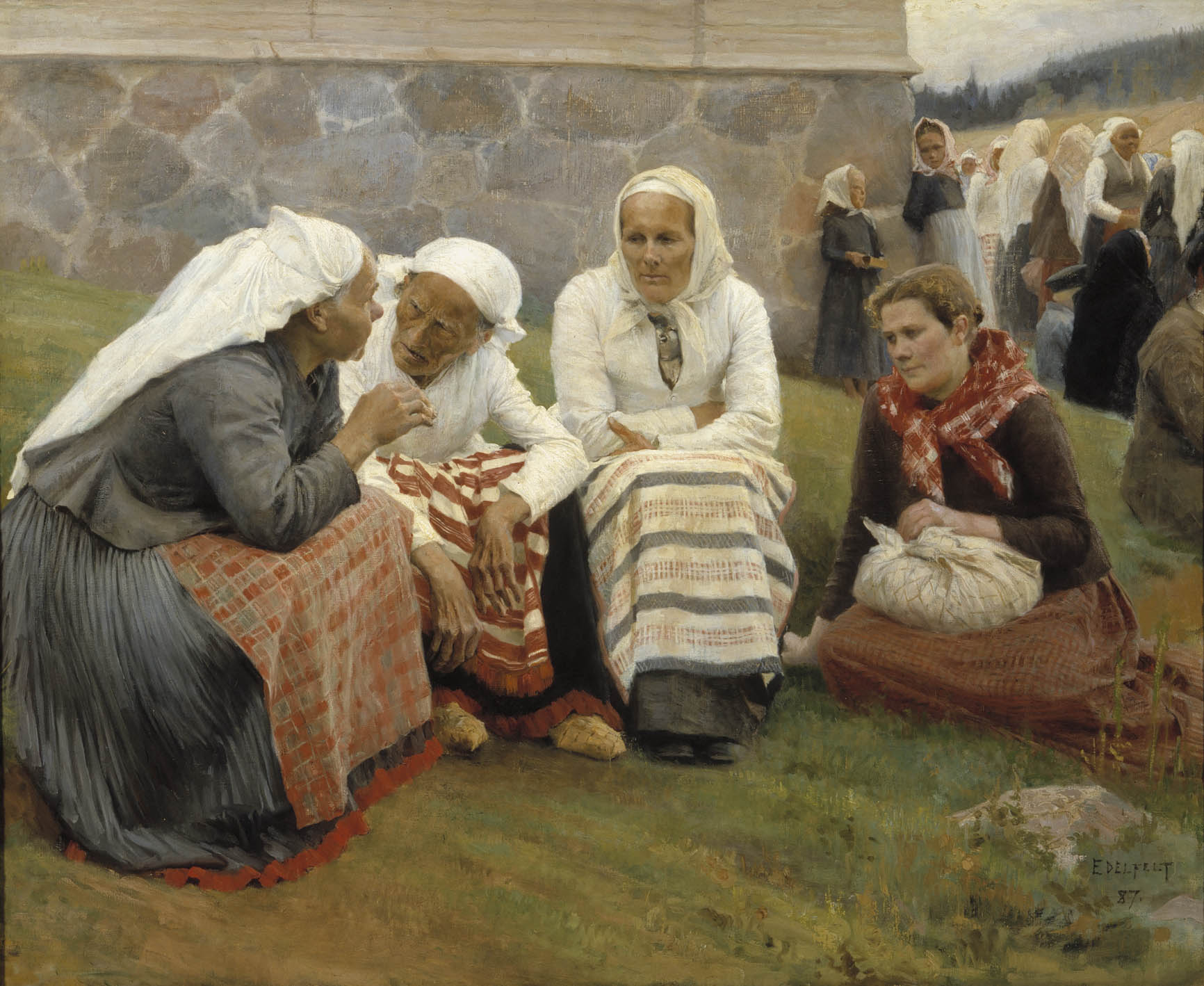
Femmes devant l'église de Ruokolahti, 1887, Helsinki, Galerie nationale de Finlande.
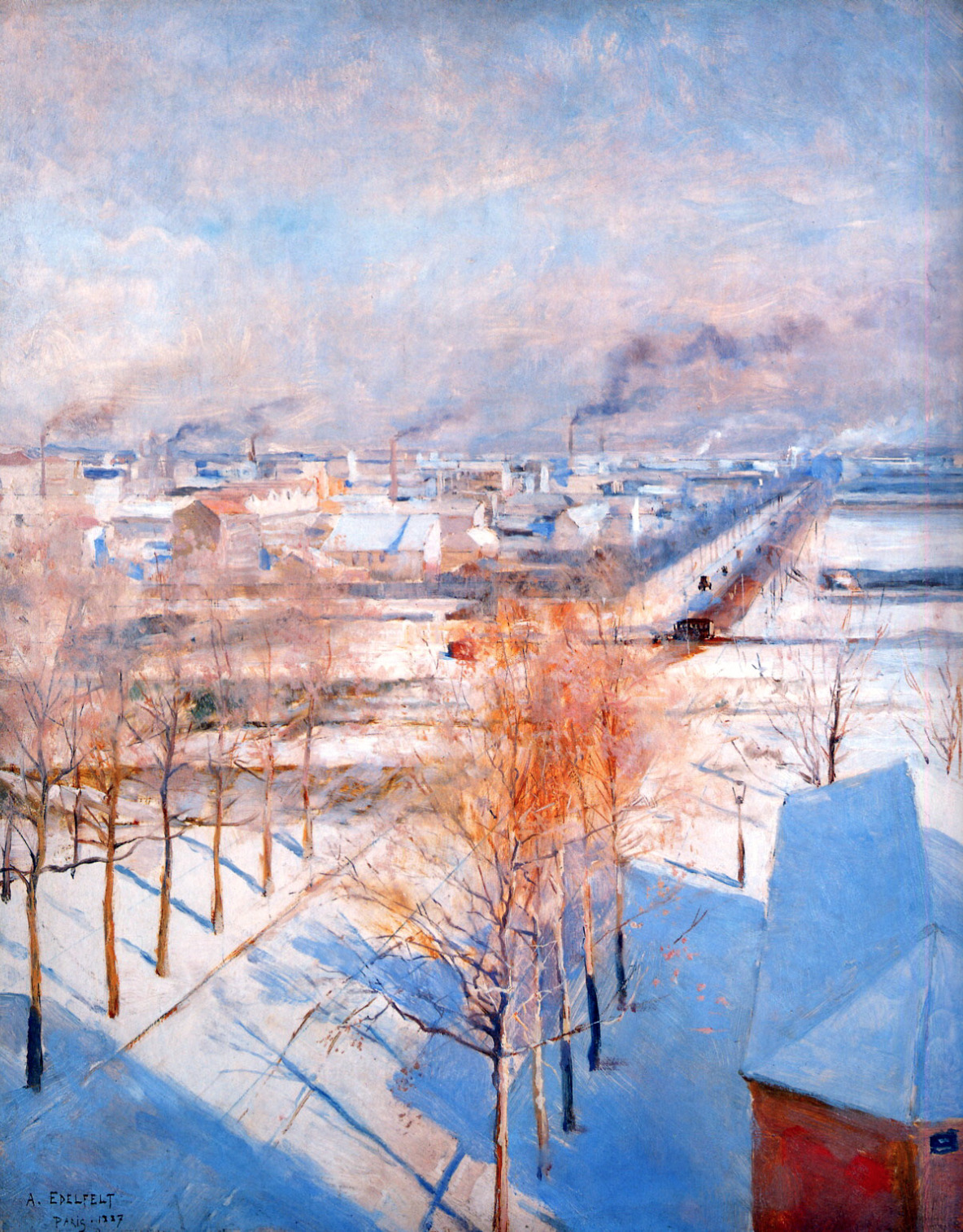
Paris sous la neige, 1887, Helsinki, Galerie nationale de Finlande.

Portraits
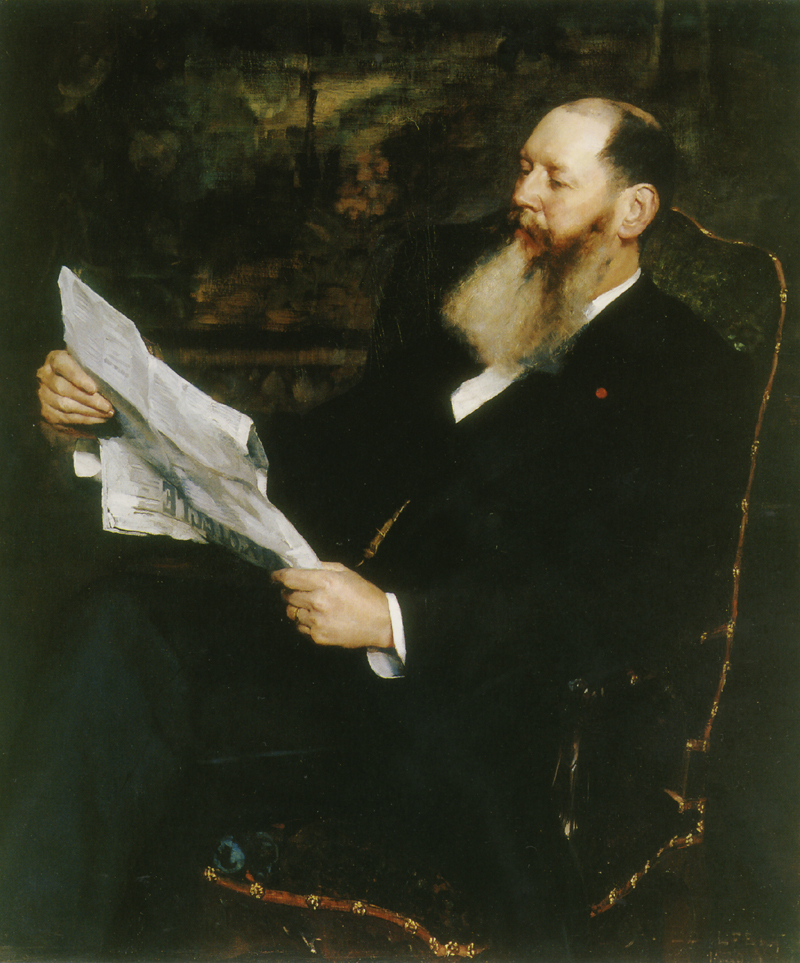
Portrait de M. Koechlin-Schwartz, maire du 8e arrondissement de Paris, 1880, collection privée.
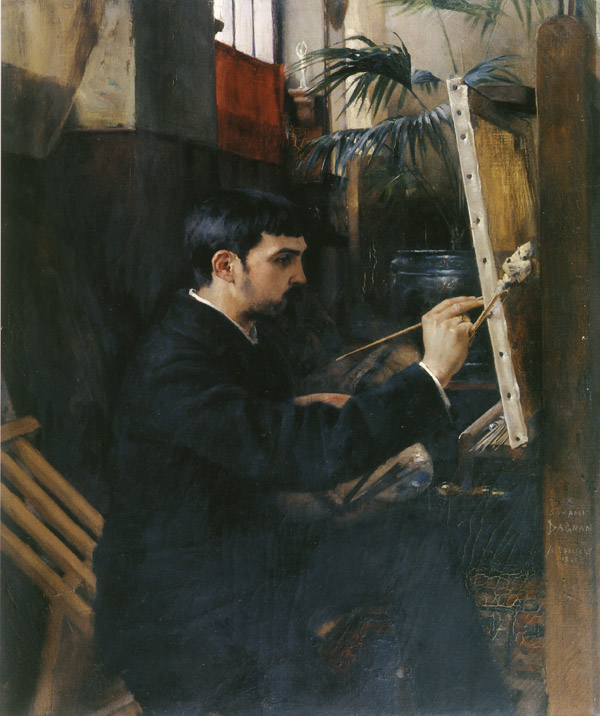
Portrait de Pascal Dagnan-Bouveret, 1881, Vesoul, musée Jean-Léon Gérôme.
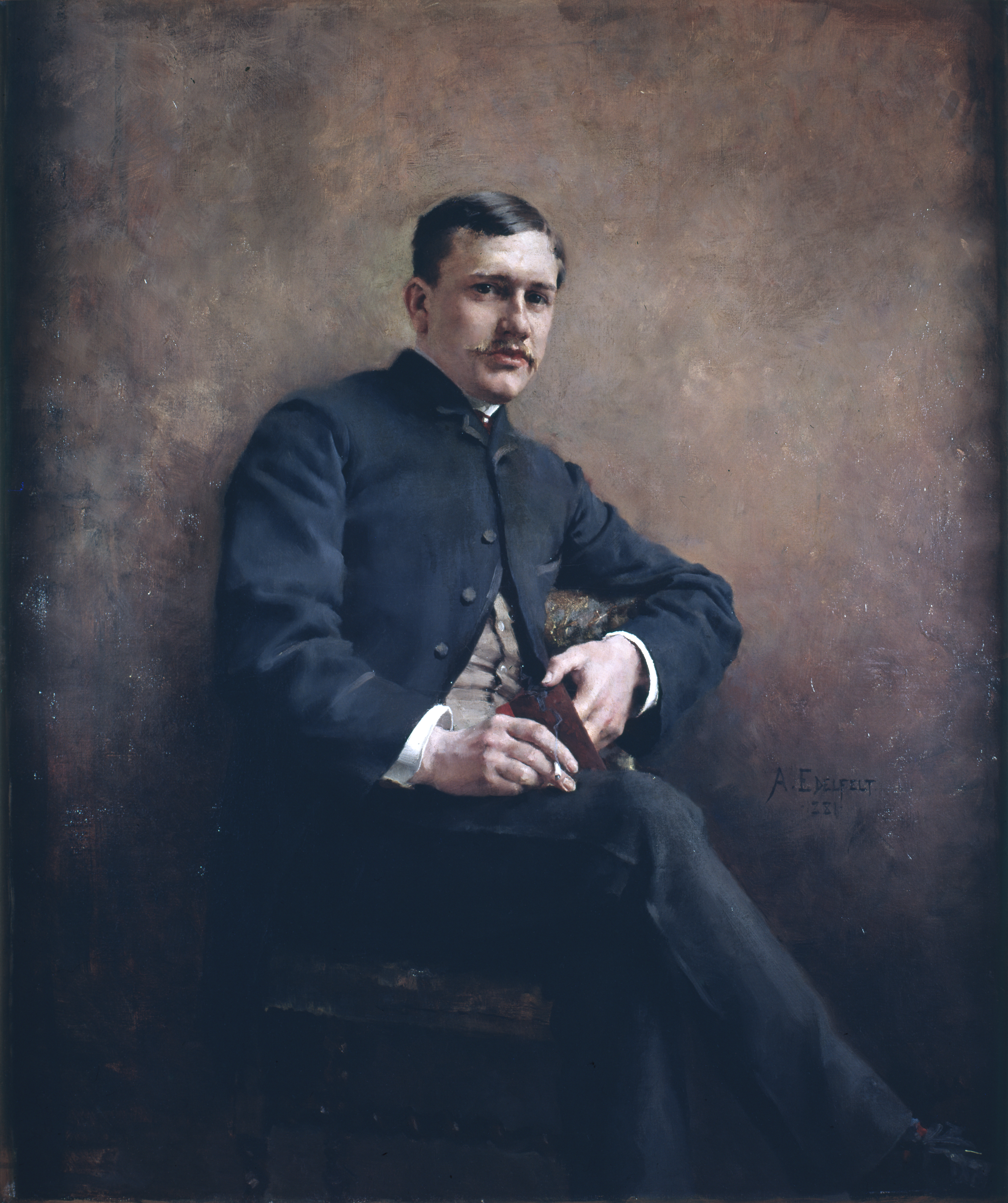
Portrait de Jean-Baptiste Pasteur, 1881, Paris, musée Pasteur.
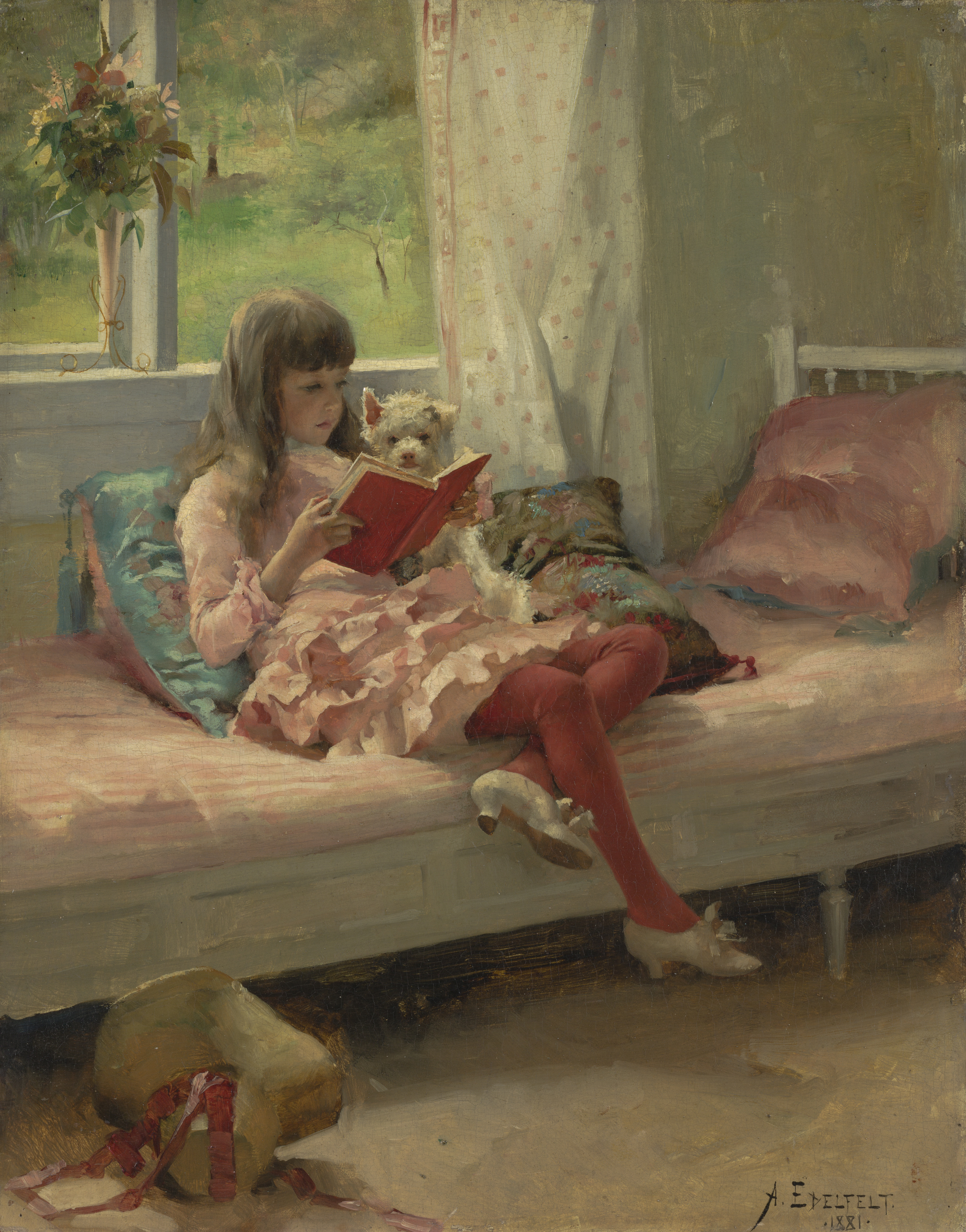
Portrait de la sœur de l'artiste, Berta Edelfelt, 1881, Saint-Pétersbourg, musée de l'Ermitage.
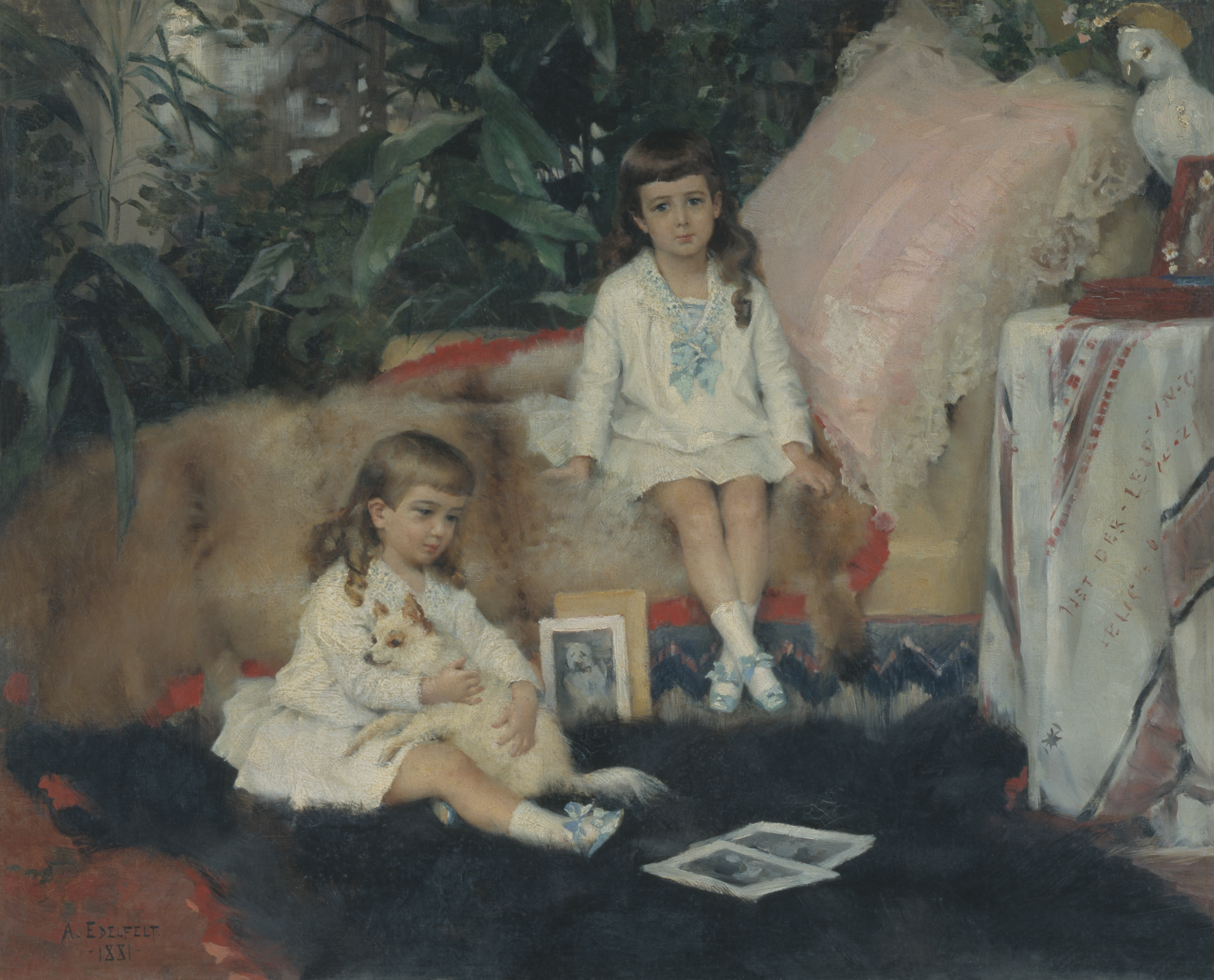
Boris et Cyrille Vladimirovitch, enfants du grand-duc Vladimir, 1881, Rybinsk, musée de Rybinsk (ru).
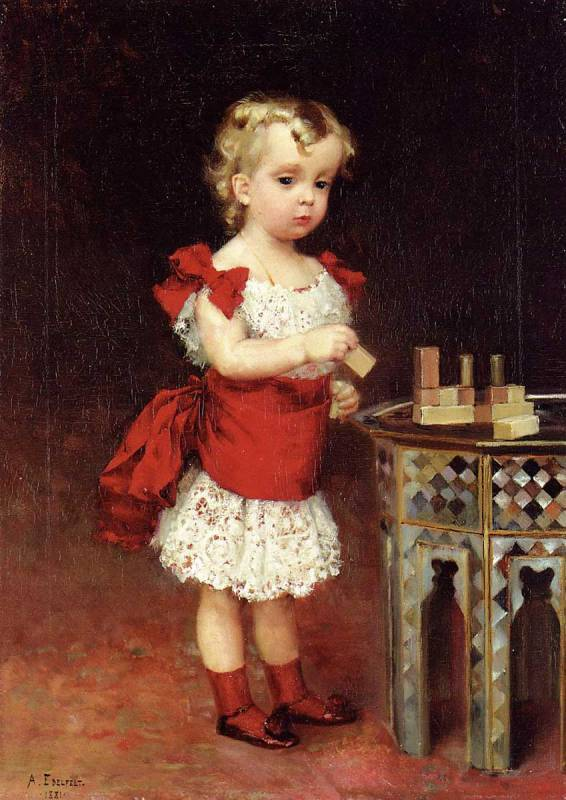
Andreï Vladimirovitch, 1881, Mänttä, musées d'art Serlachius Gustaf et Gösta.
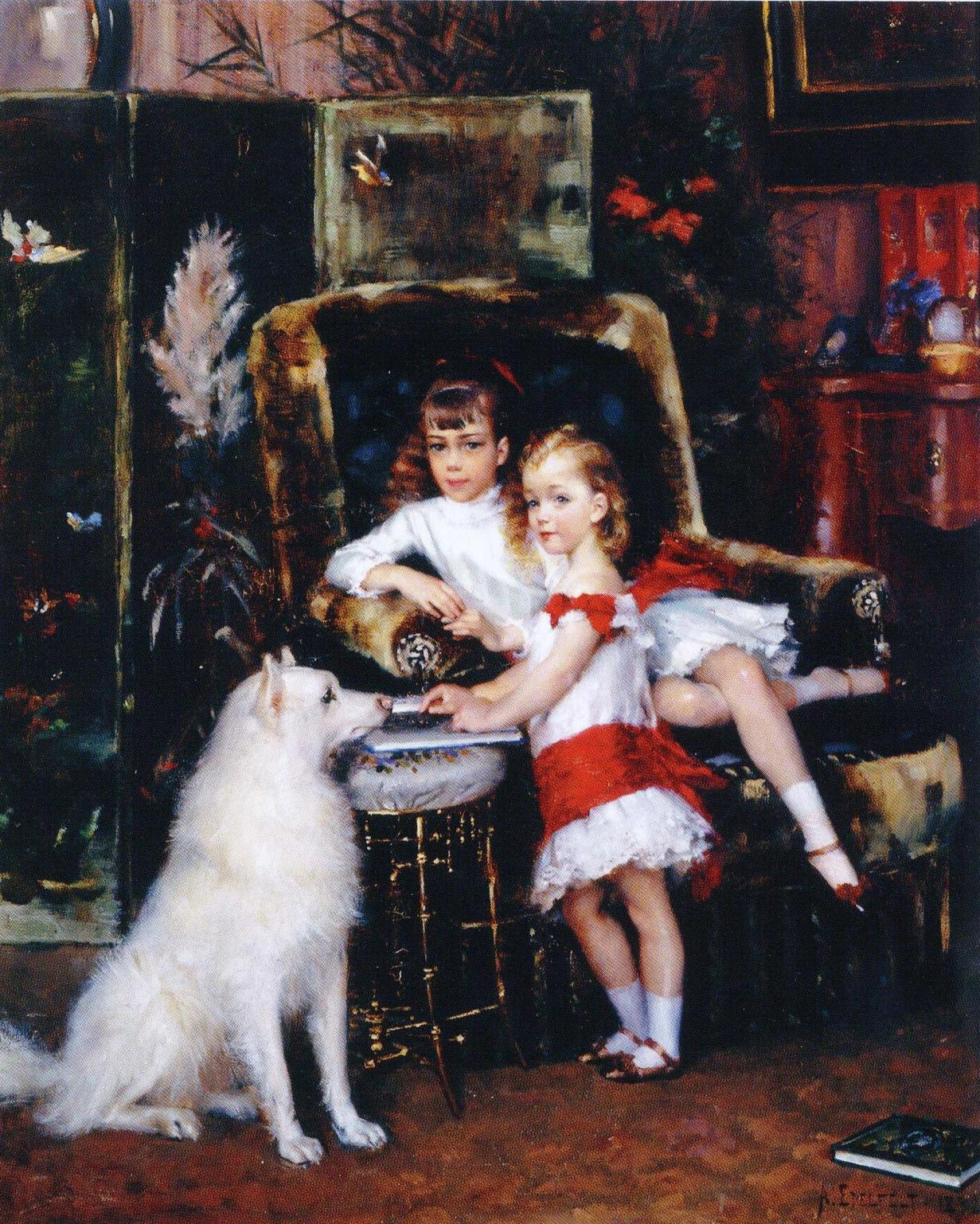
Mikhail Alexandrovitch et Xenia Alexandrovna, enfants du tsar Alexandre III, 1882, collection privée.
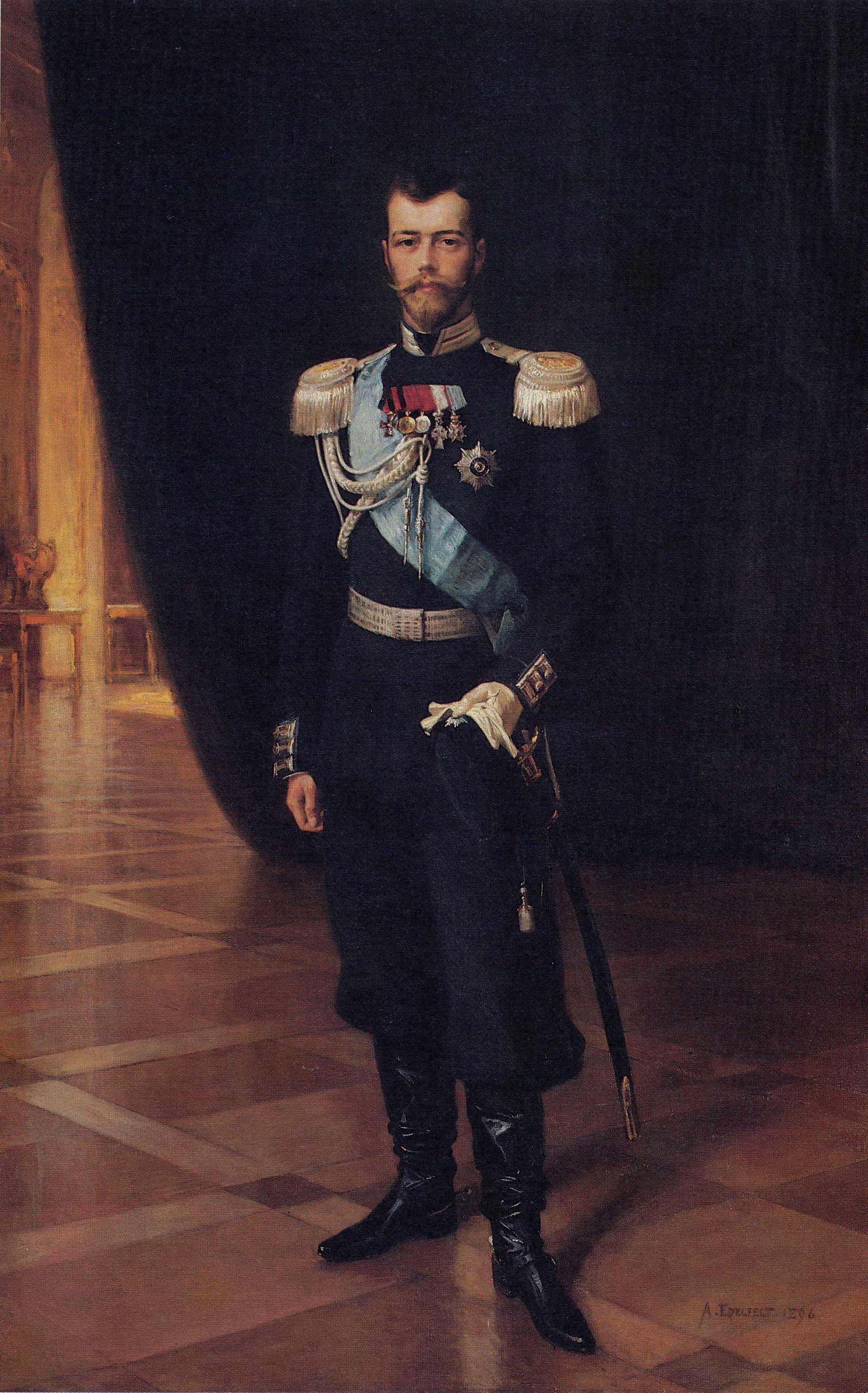
Nicolas II, 1896, Helsinki, Arppeanum.

Peinture de genre
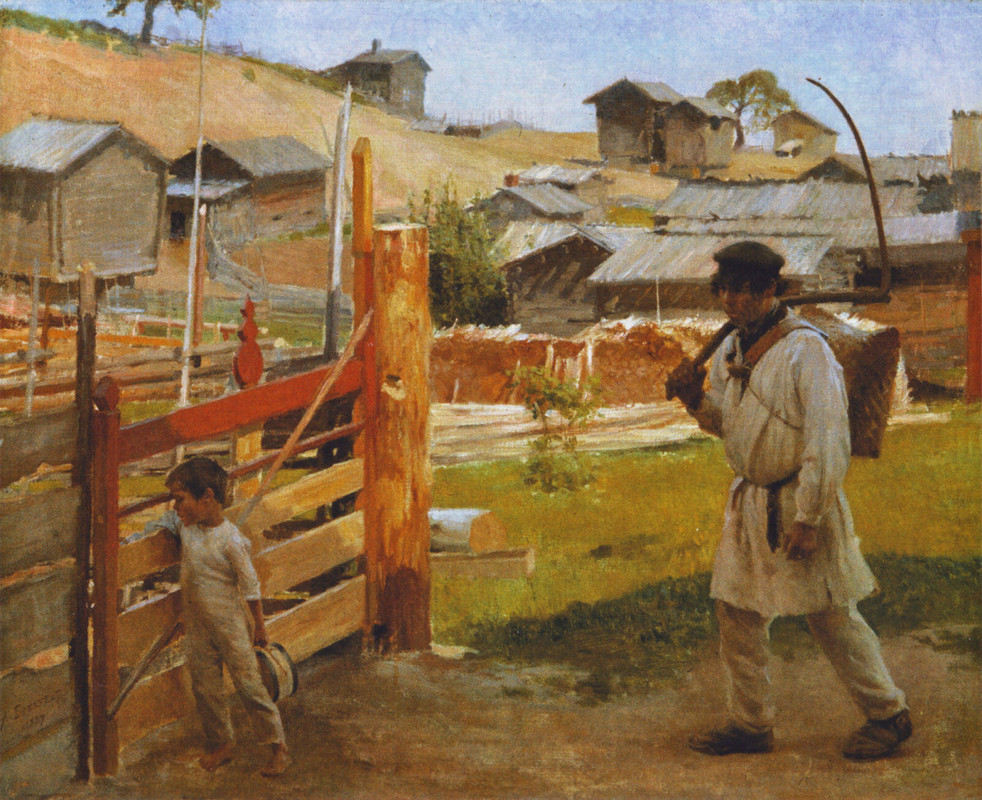
A la barrière (village de Porras). 1889. Musée d'Art de Turku
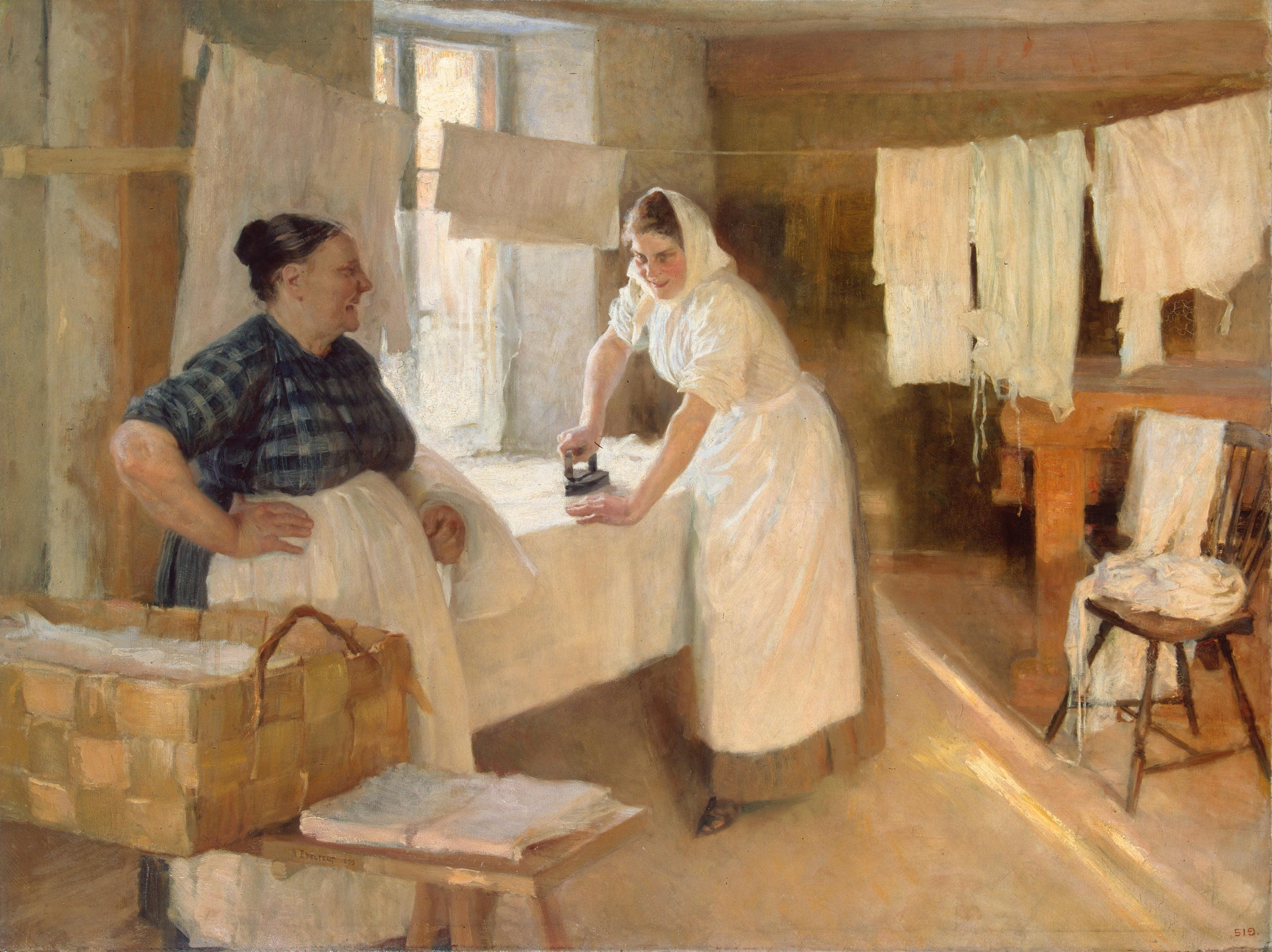
Les Lavandières. 1893. Musée de l'Ermitage
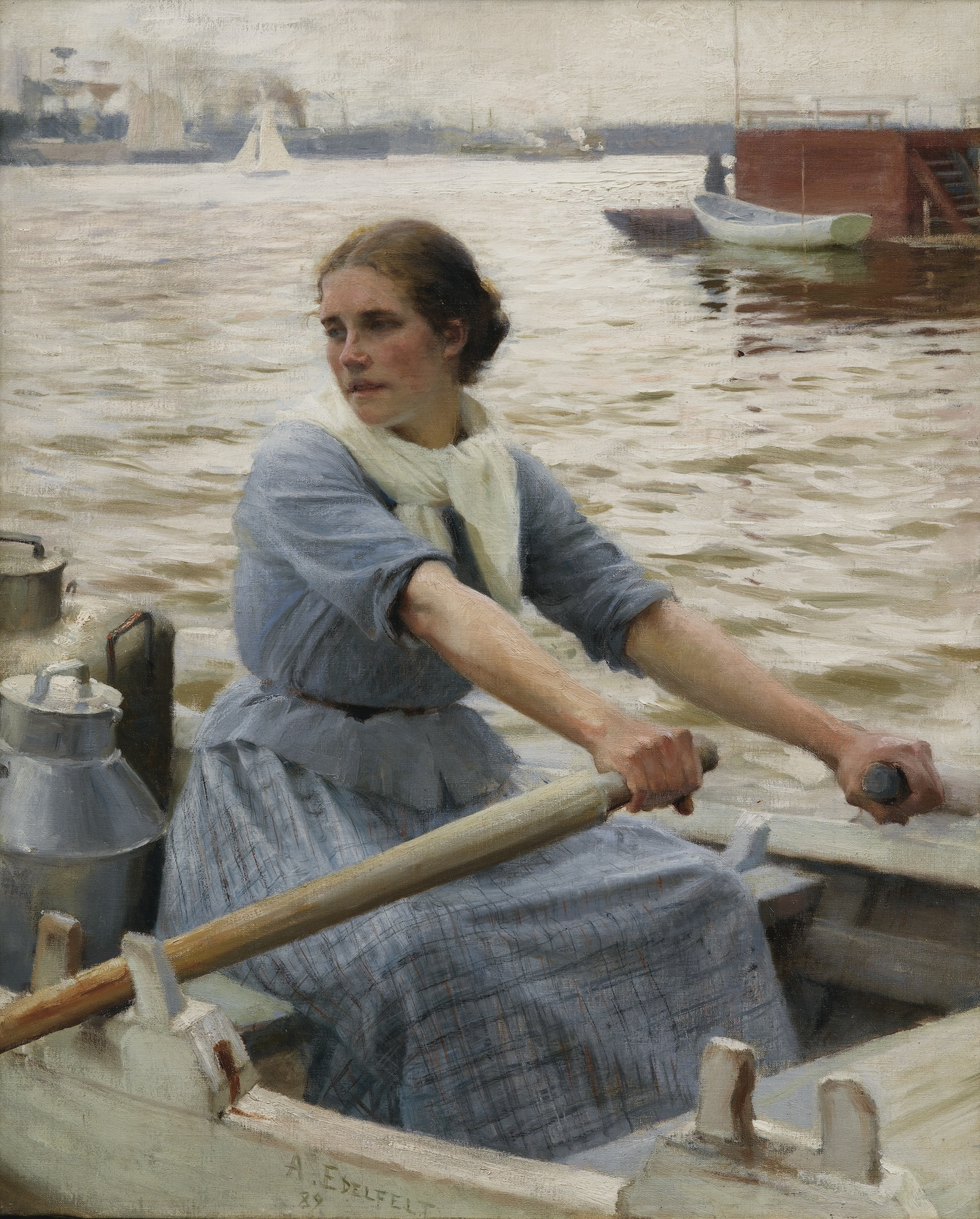
La laitière. 1889. Collection particulière